# Cher (rivière)
Cet article possède un paronyme, voir Gers.
Pour les articles homonymes, voir Cher.
Le Cher est un cours d'eau français, qui coule dans les départements de l'Allier, du Cher, de la Creuse, de l'Indre, d'Indre-et-Loire, de Loir-et-Cher et du Puy-de-Dôme, en régions Auvergne-Rhône-Alpes, Centre-Val de Loire et Nouvelle-Aquitaine.
C'est un affluent de la Loire.

## Géographie

### Cours
Le cours d'eau a une longueur de 365,14 km.

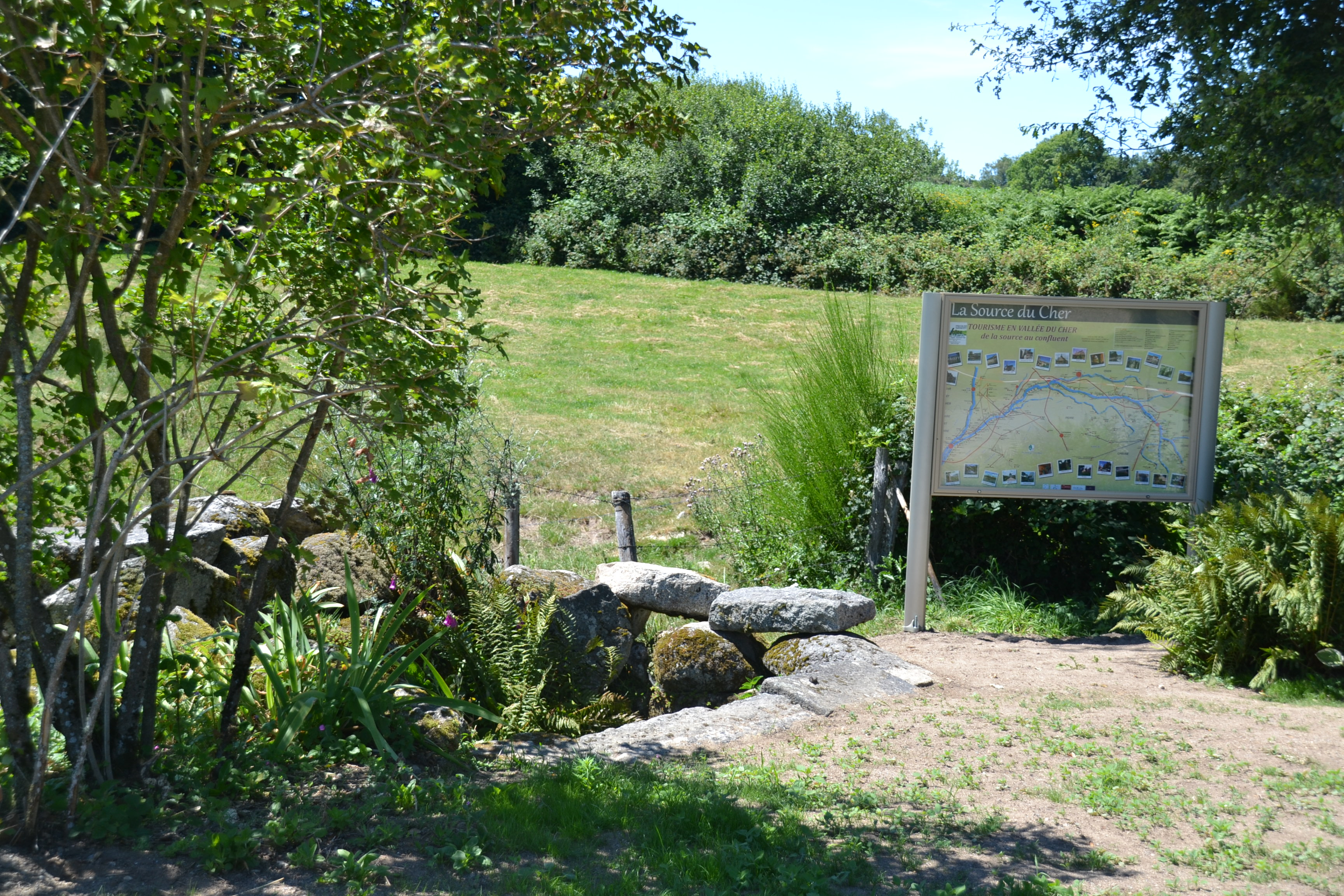
Site de la source à Mérinchal.

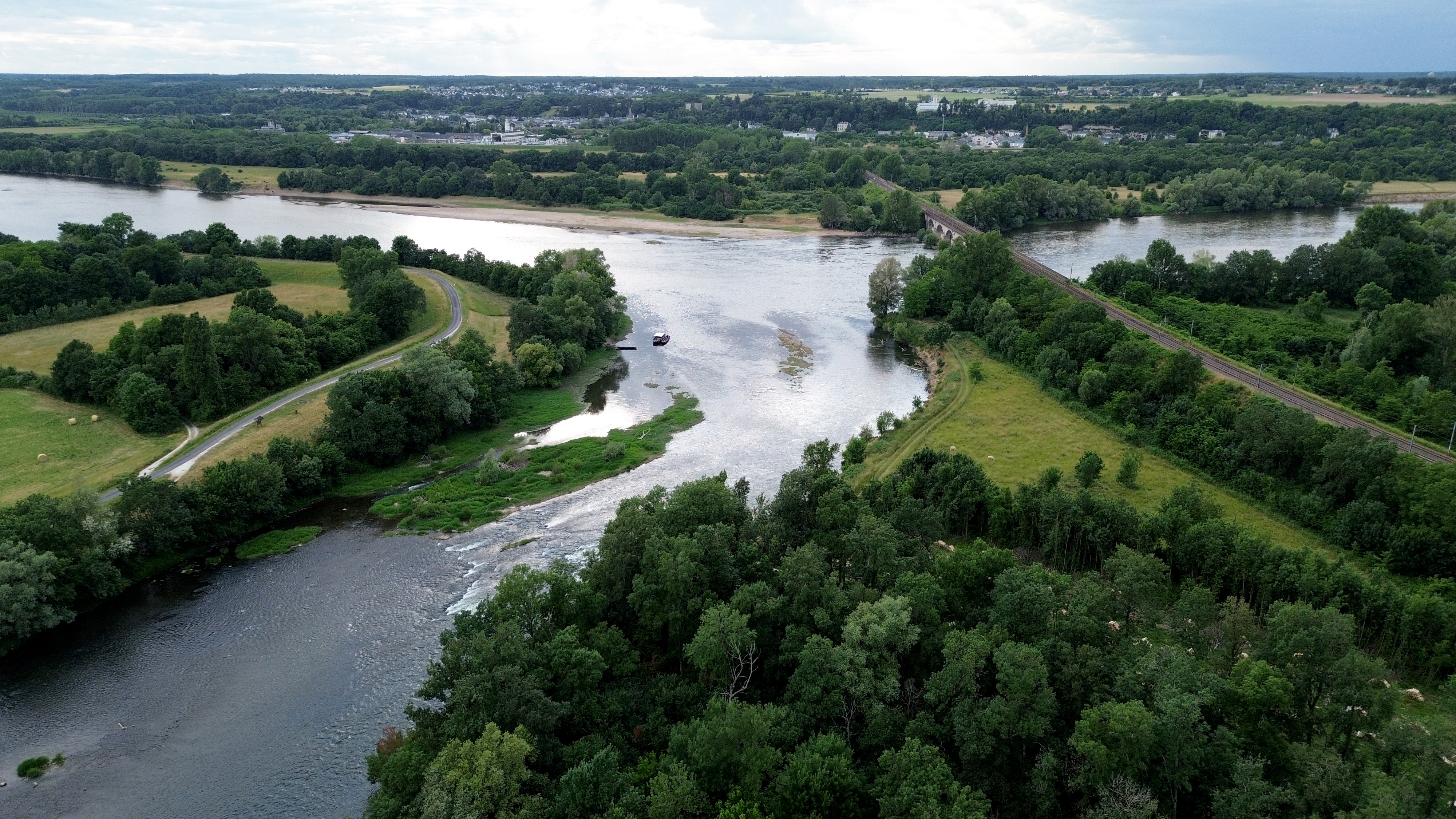
Confluence avec la Loire à Villandry.

Il prend sa source dans le département de la Creuse, à 714 m d'altitude, sur le territoire de la commune de Mérinchal, puis s'écoule vers le nord puis l'ouest.
Son confluent avec la Loire, stable depuis 1778, est à 38 m d'altitude, près du lieu-dit « Bec du Cher » sur le territoire de la commune de Villandry dans le département d'Indre-et-Loire,. Son ancien confluent se situe plus en aval, et son ancien lit est toujours visible ("Le vieux Cher"). Il se jetait dans la Loire auparavant au niveau de Rupuanne et de Bréhémont. La carte de Cassini montre qu'il se jetait en partie dans la Loire entre Tours et La Riche (trajet de l'actuel boulevard Tonnellé), le jardin botanique est sur l'ancien lit de ce bras de rivière appelé ruau Sainte-Anne.

### Départements et communes traversés
La rivière traverse cent dix sept communes situées dans les départements de la Creuse, du Puy-de-Dôme, de l'Allier, du Cher, de l'Indre, de Loir-et-Cher et d'Indre-et-Loire,.

#### Creuse (23)
- Auzances
- Budelière
- Chambonchard
- Chard
- Charron
- Dontreix
- Évaux-les-Bains
- Fontanières
- Les Mars
- Mérinchal
- Rougnat

#### Puy-de-Dôme (63)
- Château-sur-Cher

#### Allier (03)
- Audes
- Désertines
- Domérat
- Estivareilles
- Lavault-Sainte-Anne
- Lételon
- Lignerolles
- Mazirat
- Meaulne-Vitray
- Montluçon
- Nassigny
- La Petite-Marche
- Reugny
- Saint-Genest
- Saint-Marcel-en-Marcillat
- Sainte-Thérence
- Saint-Victor
- Teillet-Argenty
- Urçay
- Vallon-en-Sully
- Vaux
- Villebret

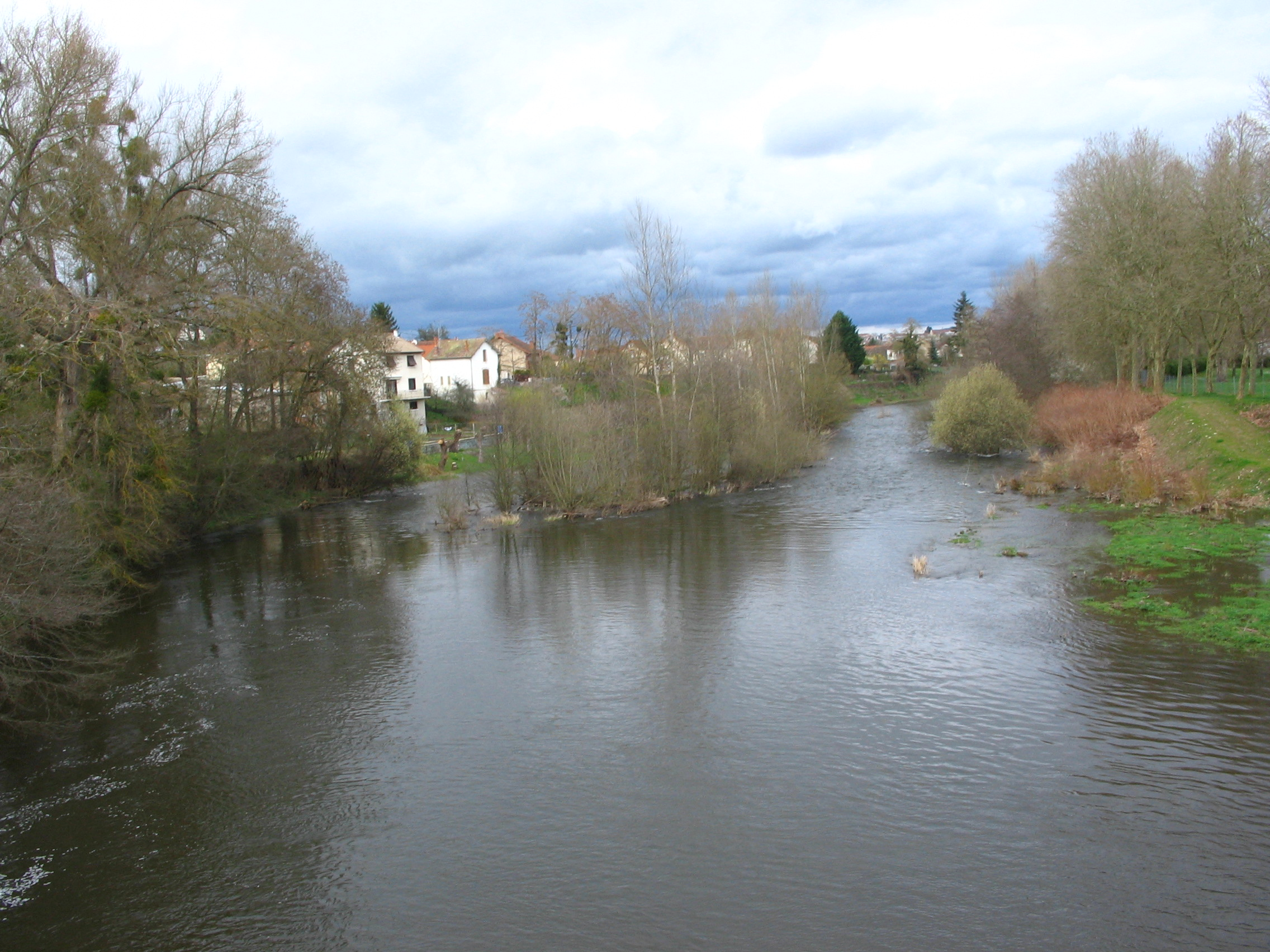
Montluçon en 2015.

#### Cher (18)
- Ainay-le-Vieil
- Bouzais
- Brinay
- Bruère-Allichamps
- Châteauneuf-sur-Cher
- Colombiers
- Corquoy
- Coust
- Crézançay-sur-Cher
- Drevant
- Épineuil-le-Fleuriel
- Farges-Allichamps
- Foëcy
- La Groutte
- Lapan
- Lunery
- Méry-sur-Cher
- Nozières
- Orval
- La Perche
- Preuilly
- Quincy
- Saint-Amand-Montrond
- Saint-Caprais
- Saint-Florent-sur-Cher
- Saint-Georges-de-Poisieux
- Saint-Georges-sur-la-Prée
- Saint-Hilaire-de-Court
- Saint-Loup-des-Chaumes
- Sainte-Thorette
- Thénioux
- Vallenay
- Venesmes
- Vierzon
- Villeneuve-sur-Cher

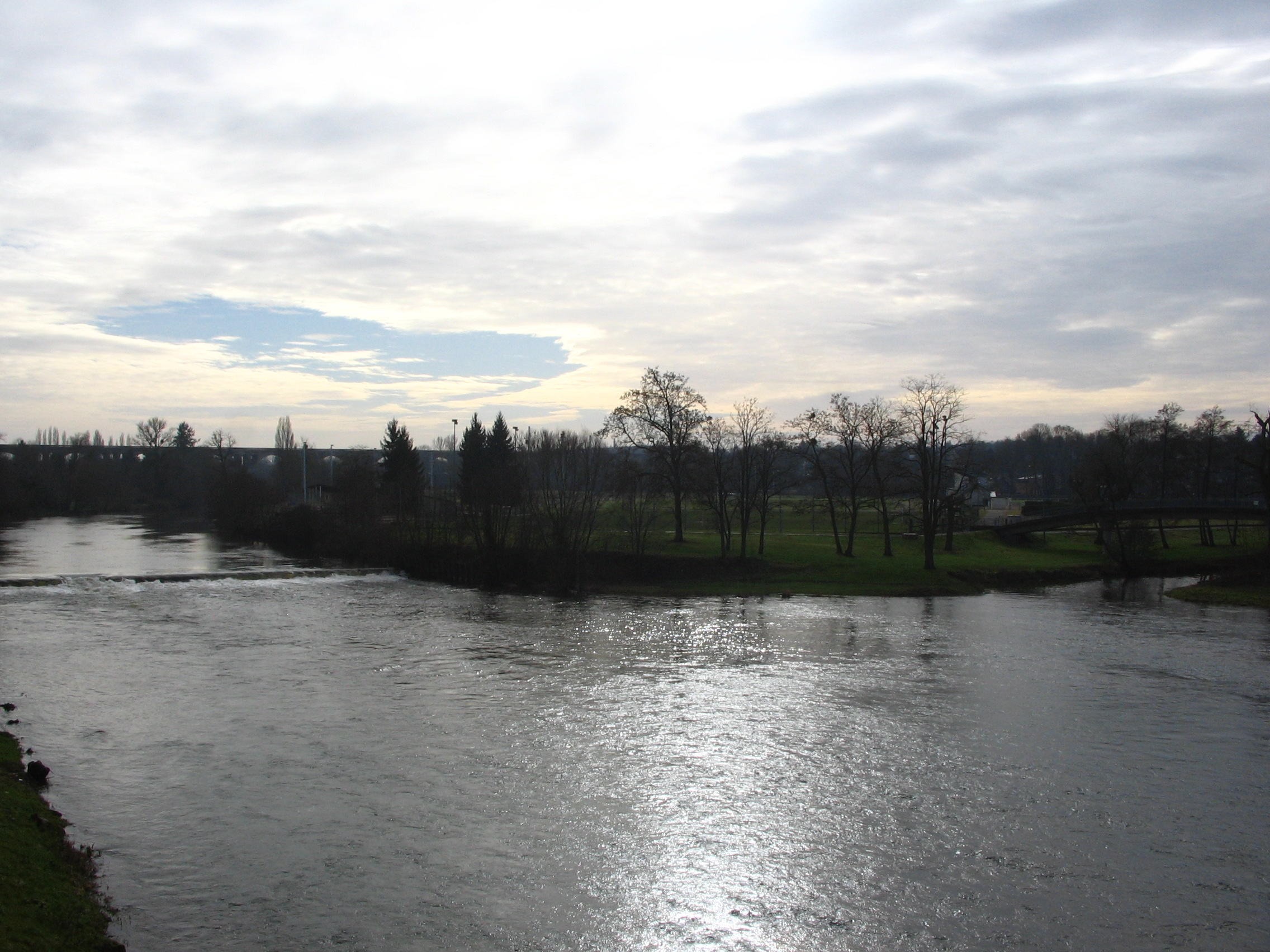
Saint-Florent-sur-Cher en 2015.
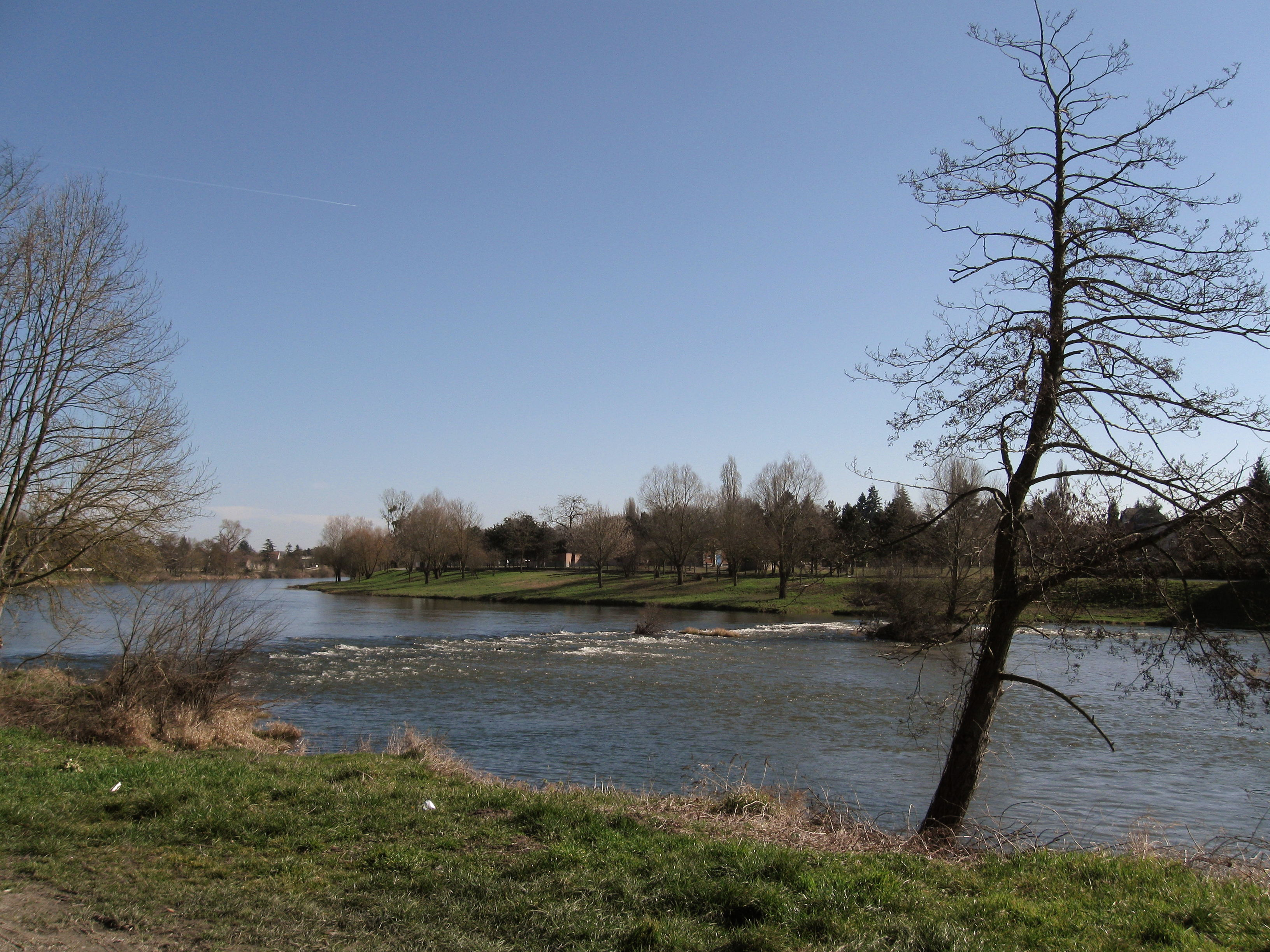
Vierzon en 2009.
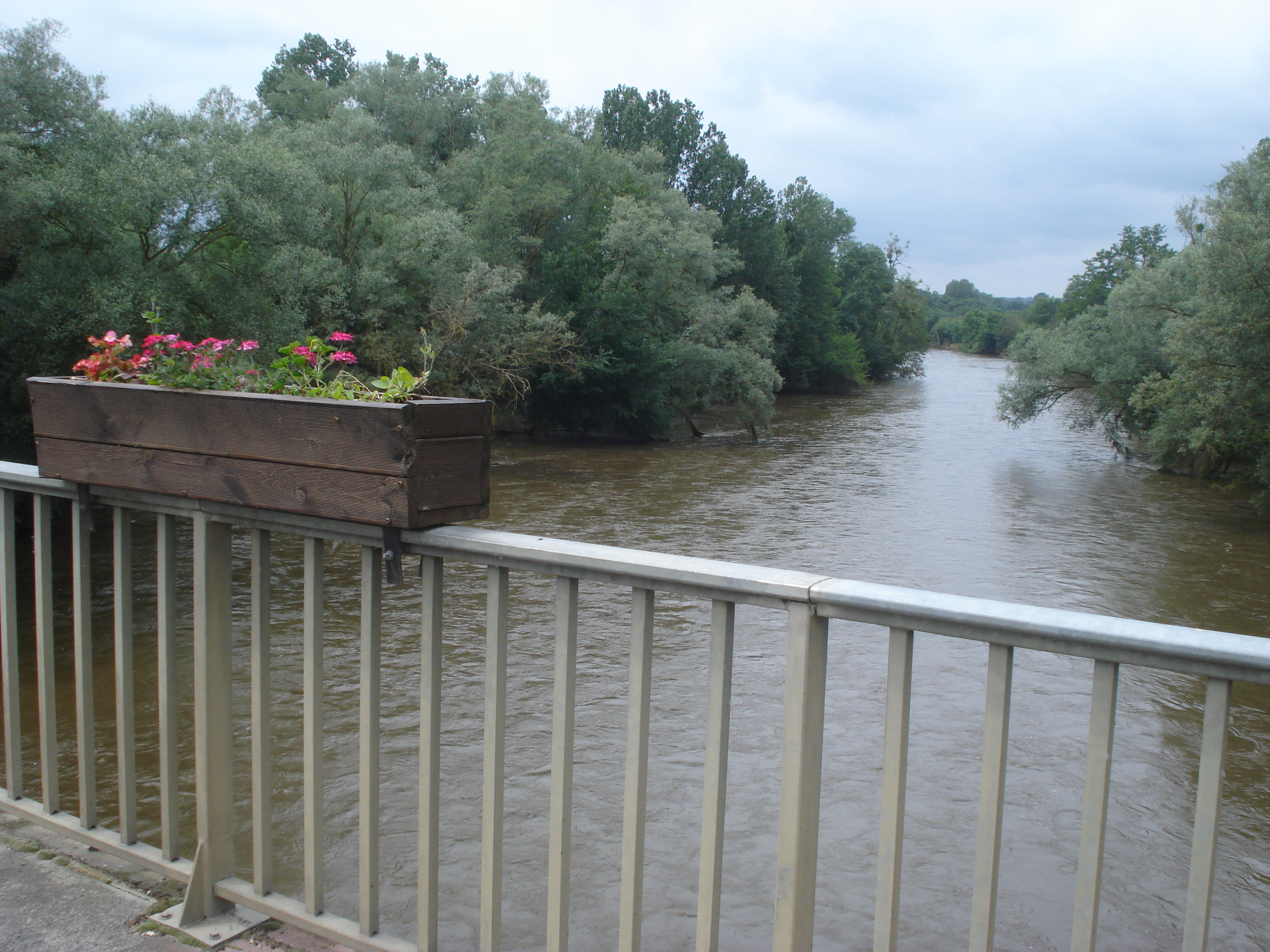
Villeneuve-sur-Cher en 2008.

#### Indre (36)
- Chabris

#### Loir-et-Cher (41)
- Angé
- La Chapelle-Montmartin
- Châtillon-sur-Cher
- Châtres-sur-Cher
- Chissay-en-Touraine
- Couffy
- Faverolles-sur-Cher
- Gièvres
- Langon-sur-Cher
- Maray
- Mareuil-sur-Cher
- Mennetou-sur-Cher
- Monthou-sur-Cher
- Montrichard Val de Cher
- Noyers-sur-Cher
- Pouillé
- Saint-Aignan
- Saint-Georges-sur-Cher
- Saint-Julien-de-Chédon
- Saint-Julien-sur-Cher
- Saint-Loup
- Saint-Romain-sur-Cher
- Seigy
- Selles-sur-Cher
- Thésée
- Villefranche-sur-Cher

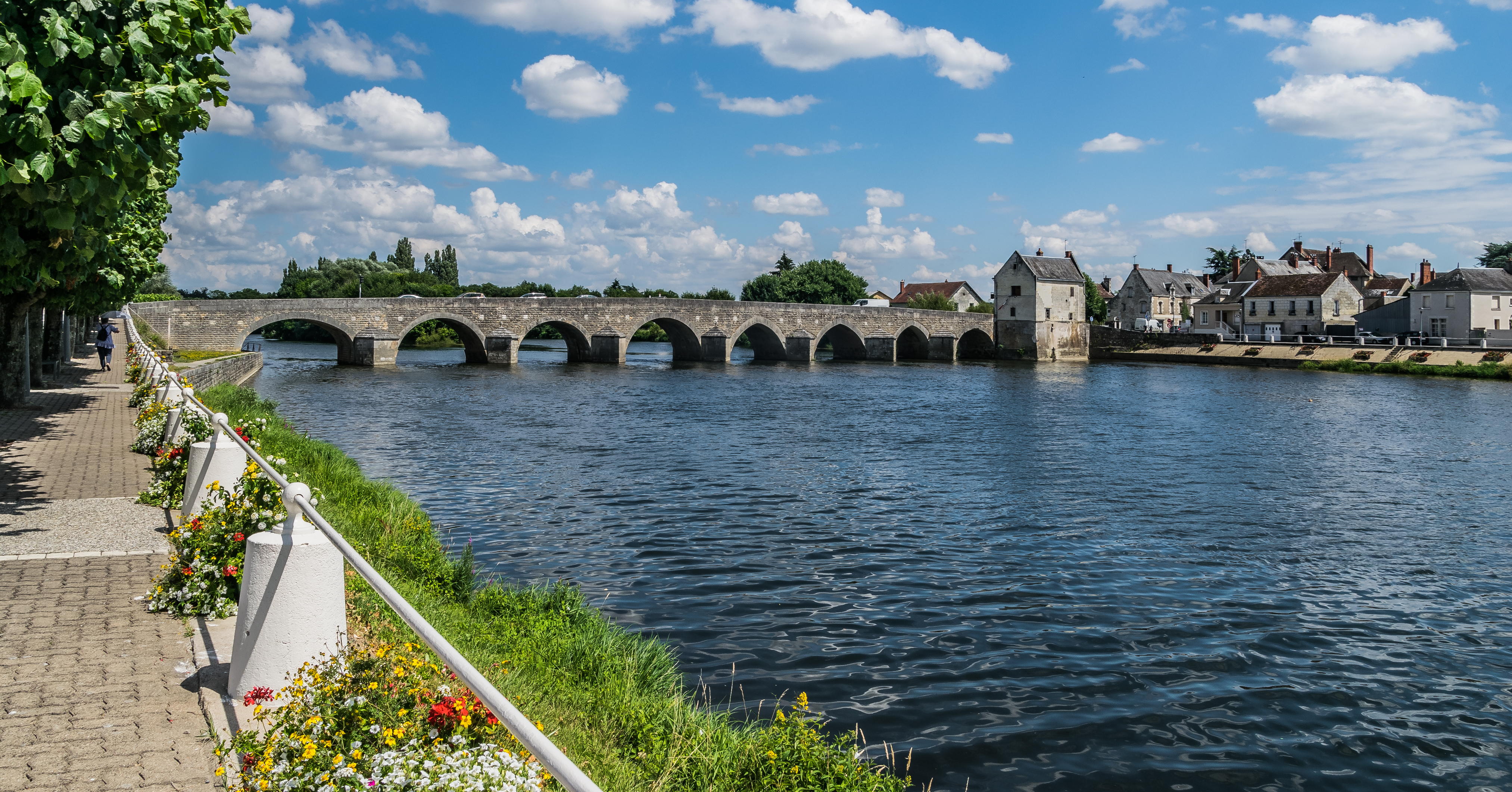
Montrichard Val de Cher en 2018.
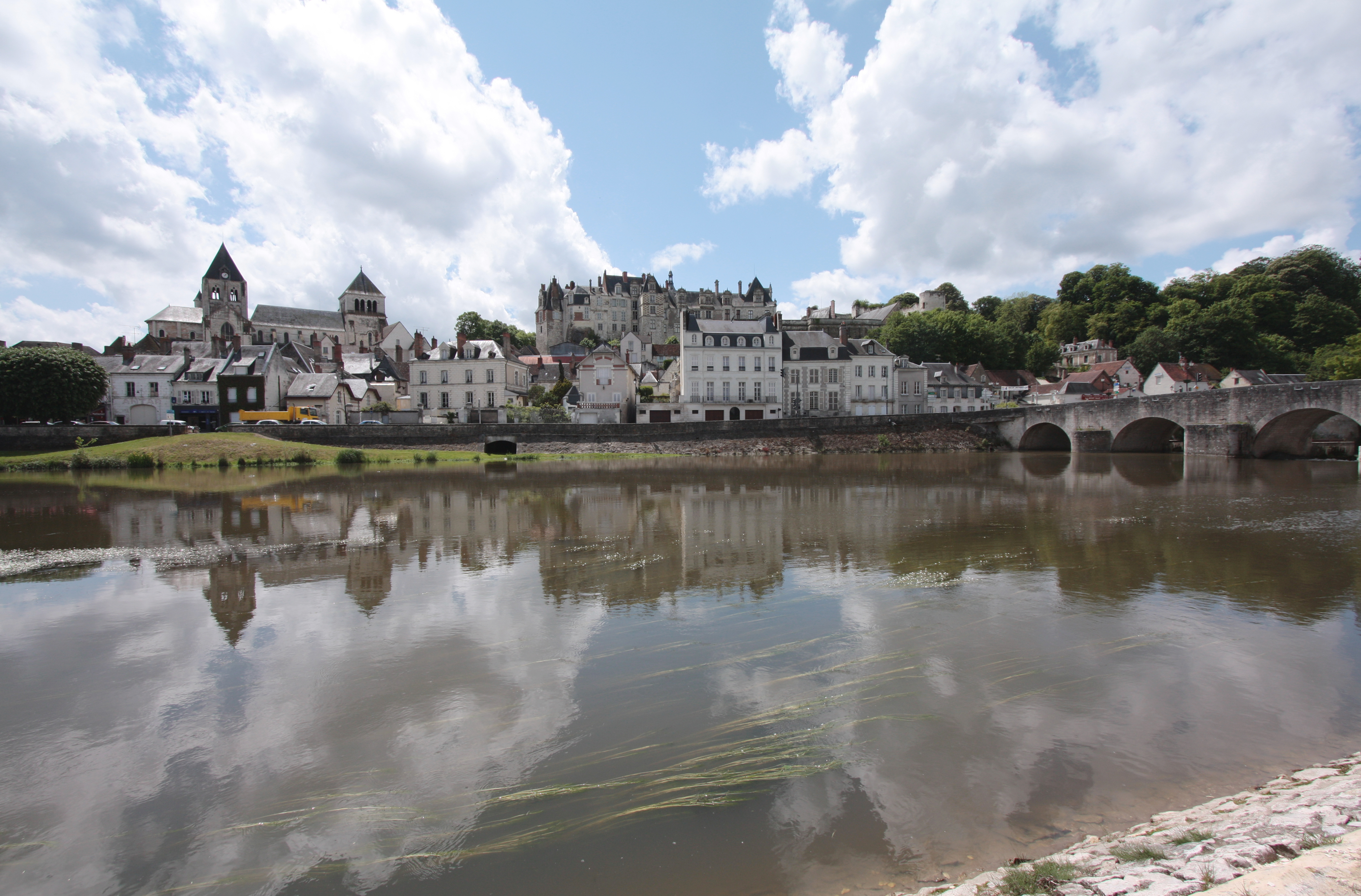
Saint-Aignan en 2009.
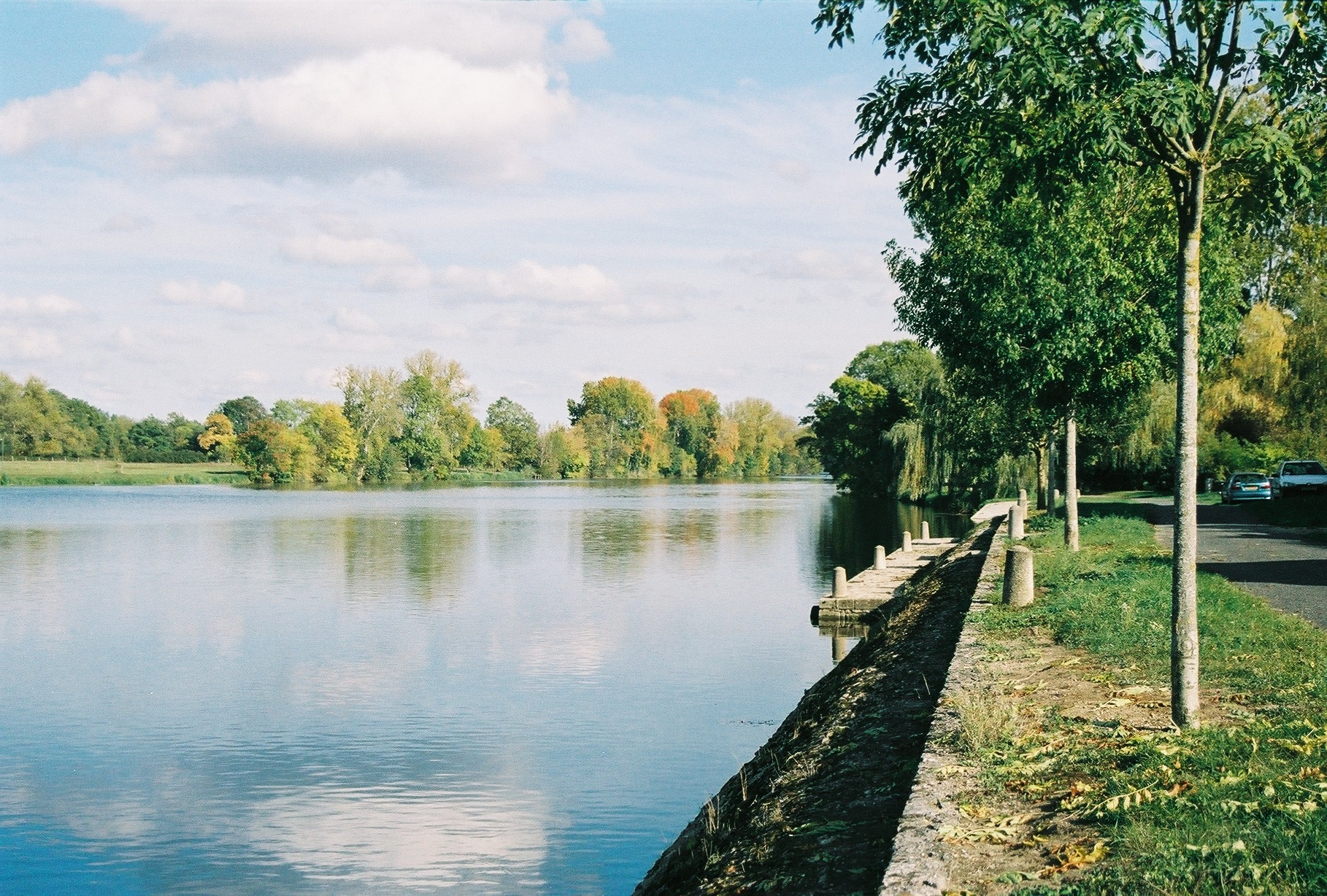
Saint-Georges-sur-Cher en 2006.
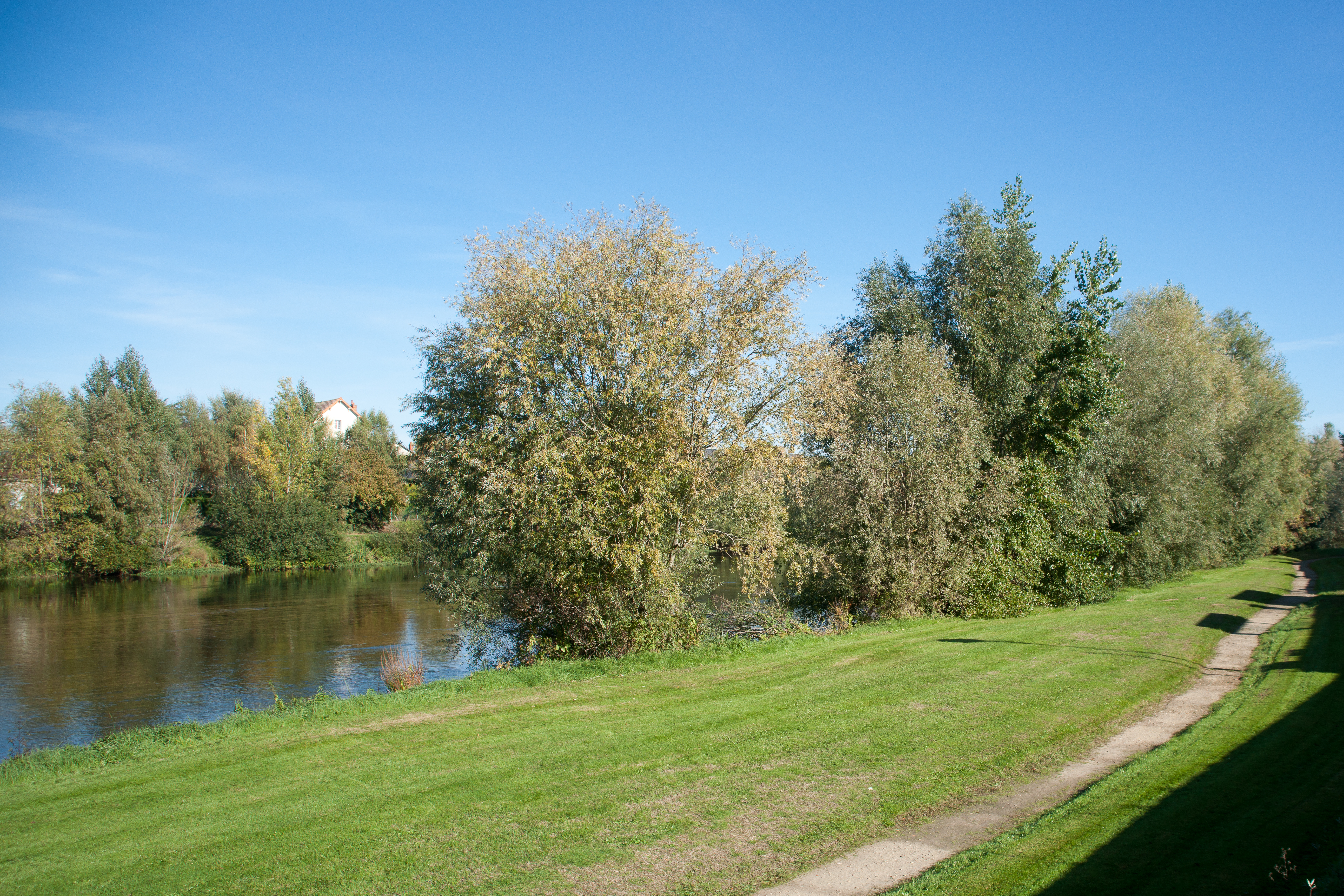
Selles-sur-Cher en 2012.

#### Indre-et-Loire (37)
- Athée-sur-Cher
- Azay-sur-Cher
- Ballan-Miré
- Bléré
- Chenonceaux
- Chisseaux
- Cinq-Mars-la-Pile
- Civray-de-Touraine
- La Croix-en-Touraine
- Dierre
- Francueil
- Joué-lès-Tours
- Larçay
- La Riche
- Saint-Avertin
- Saint-Genouph
- Saint-Martin-le-Beau
- Saint-Pierre-des-Corps
- Savonnières
- Tours
- Véretz
- Villandry

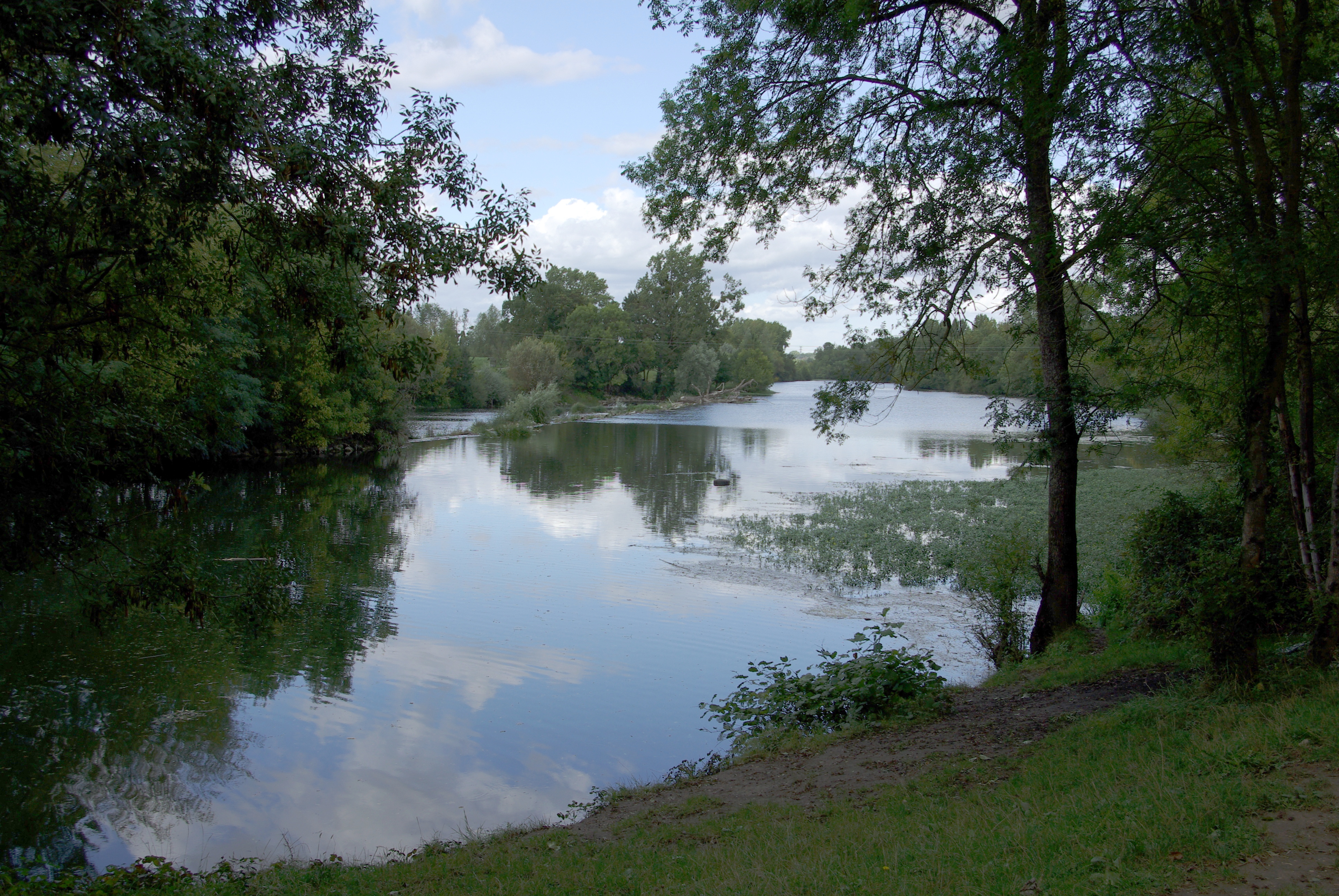
Ballan-Miré en 2017.
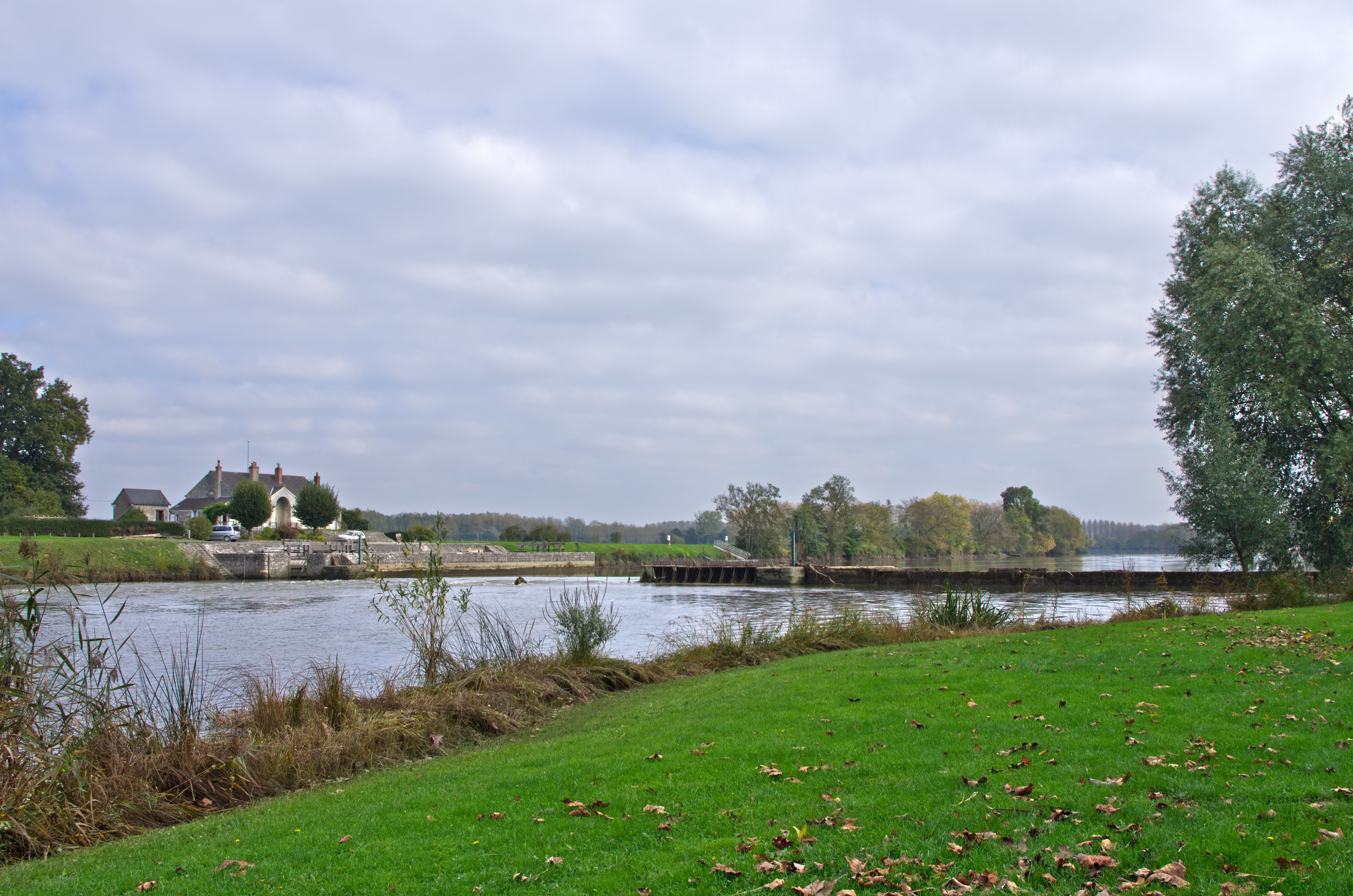
Bléré en 2012.
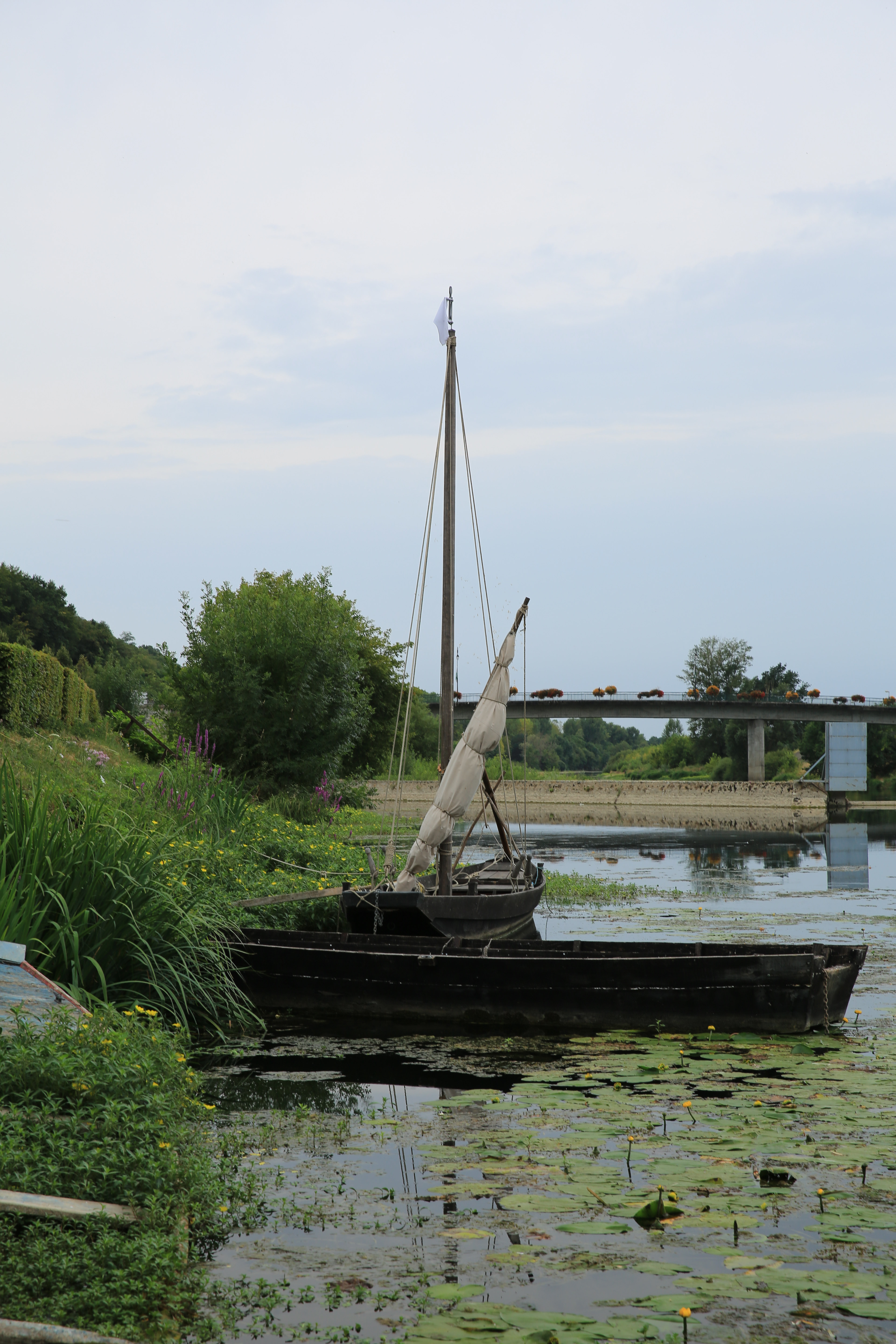
Savonnières en 2015.
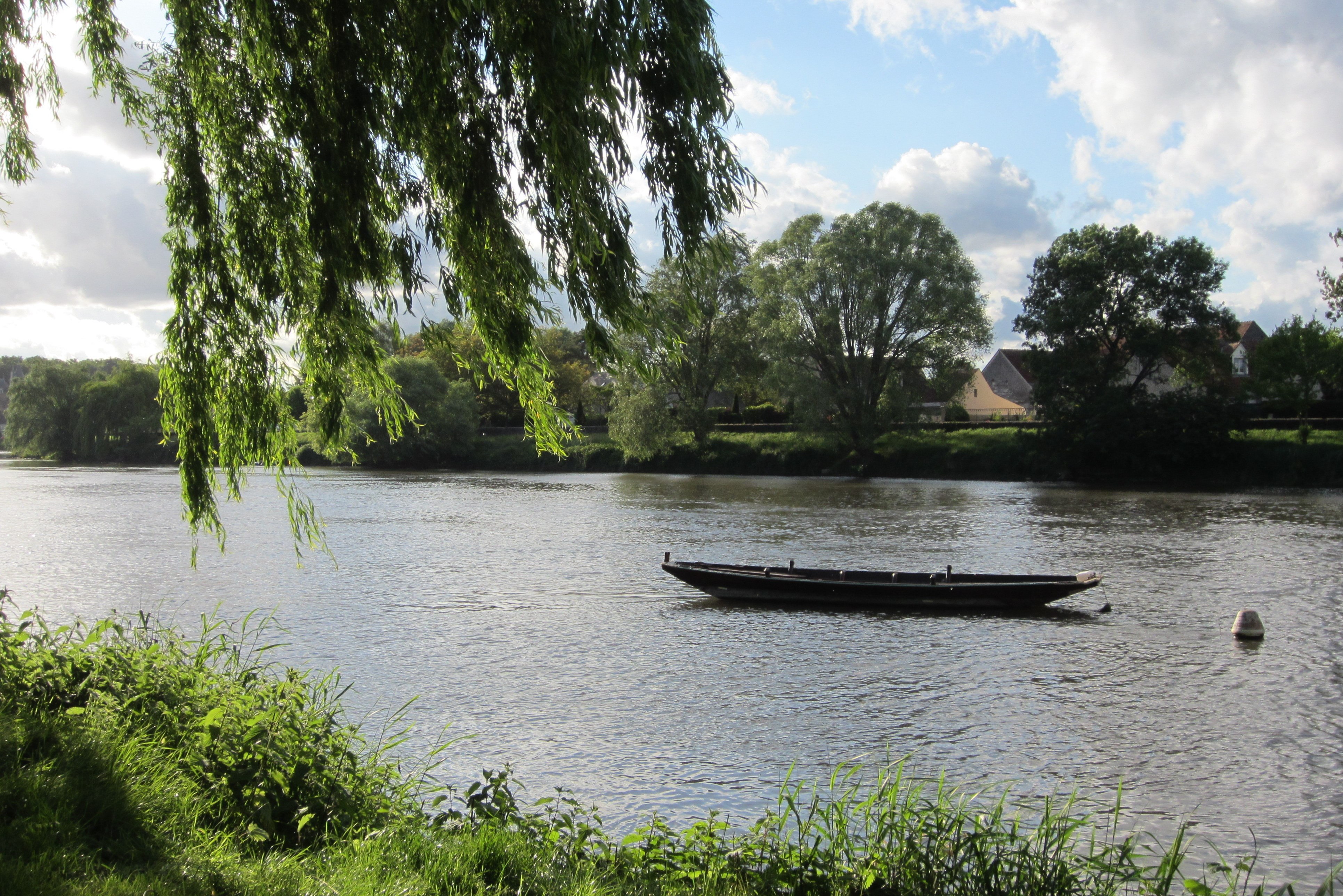
Véretz en 2015.
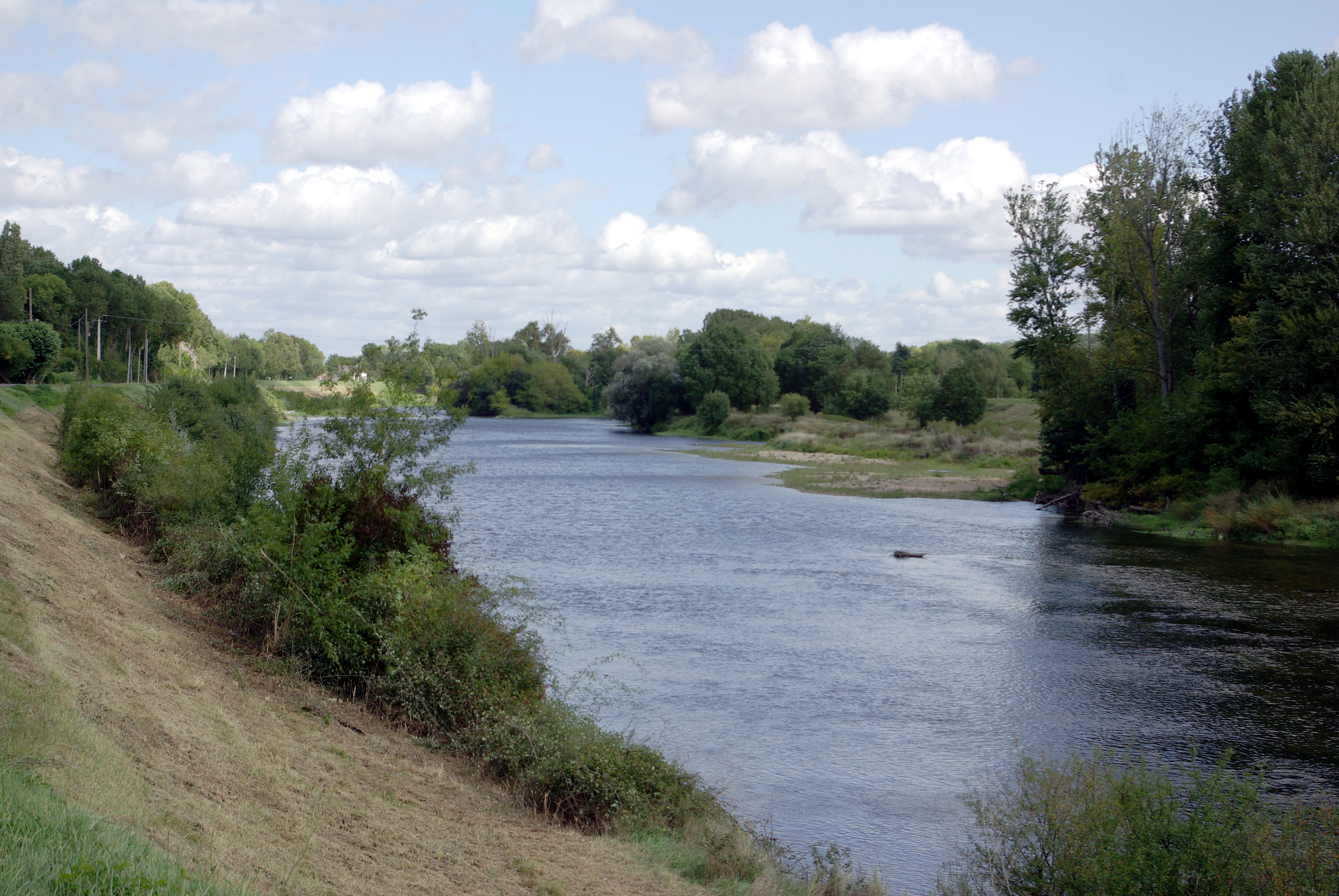
Villandry en 2017.

### Bassin versant
Les bassins hydrographiques sont découpés dans le référentiel national BD Carthage en éléments de plus en plus fins, emboîtés selon quatre niveaux : régions hydrographiques, secteurs, sous-secteurs et zones hydrographiques.
Le Cher traverse les quarante quatre zones hydrographiques suivantes :
- le Cher du Polier à la Meuzelle ;
- la Tartasse du Bouron au Cher ;
- le Cher de l'Aumance à la Marmande ;
- le Cher de la Pree à la Sauldre ;
- l'Arnon de l'Herbon au Cher & le Cher entre les bras de l'Arnon ;
- le Cher de la Tartasse à la Tardes ;
- la Loire du Cher au K6825102 ;
- le Cher du rau Gauthier au Petit Cher ;
- le Cher du rau de Mont au Polier ;
- la Loire de la Bresme au Cher ;
- le Cher de la Sauldre au Fouzon ;
- le Cher du Boron à la Tartasse ;
- l'Aumance du rau de Ingarands au Cher ;
- la Pampeluze & ses affluents ;
- le Cher de l'Arnon à la Pree ;
- le Cher de la Loubiere au rau de l'Hyvernin ;
- le Cher de la Meuzelle à la Queugne ;
- la Loire de la Choisille à la Bresme ;
- le Cher du Bavet au rau d'Aiguevives ;
- le Cher du Modon à la Rennes ;
- le Cher du Petit Cher à la Loire ;
- l'Yevre du Barangeon au Cher ;
- la Meuzelle & ses affluents ;
- le Cher du Fouzon au Mondon ;
- le Cher de la Margelle à l'Yevre ;
- la Noisette & ses affluents ;
- le Cher de sa source à la Noisette ;
- le Cher de la Tardes au rau de Mont ;
- le Trian & ses affluents ;
- la Rennes & ses affluents ;
- le Cher de la Noisette à la Pampeluze ;
- le Cher de la Pampeluze au Boron ;
- le Cher du rau d'Aiguevives au rau de l'Etang de Brosse ;
- le Cher de l'Yevre à l'Arnon ;
- la Marmande de la Sologne au Cher ;
- le Cher de la Marmande à la Loubiere ;
- la Queugne & ses affluents ;
- la Tardes du Chat Cros au Cher ;
- le Cher du rau de l'Etang de Brosse au rau Gauthier ;
- le Cher du Trian à la Margelle ;
- le Cher de la Queugne à l'Aumance ;
- le Cher du rau de l'Hyvernin au Trian ;
- la Pree & ses affluents ;
- le Cher de la Rennes au Bavet.

Le bassin versant du Cher s'insère dans les zones hydrographiques « Le Cher du Polier à la Meuzelle, Le Cher de l'Aumance à la Marmande, Le Cher de la Pree à la Sauldre, Le Cher de la Tartasse à la Tardes, Le Cher du rau Gauthier au Petit Cher, Le Cher du rau de Mont au Polier, Le Cher de la Sauldre au Fouzon, Le Cher du Boron à la Tartasse, Le Cher de l'Arnon à la Pree, Le Cher de la Loubiere au rau de l'Hyvernin, Le Cher de la Meuzelle à la Queugne, Le Cher du Bavet au rau d'Aiguevives, Le Cher du Modon à la Rennes, Le Cher du Petit Cher à la Loire, Le Cher du Fouzon au Mondon, Le Cher de la Margelle à l'Yevre, Le Cher de sa source à la Noisette, Le Cher de la Tardes au rau de Mont, Le Cher de la Noisette à la Pampeluze, Le Cher de la Pampeluze au Boron, Le Cher du rau d'Aiguevives au rau de l'Etang de Brosse, Le Cher de l'Yevre à l'Arnon, Le Cher de la Marmande à la Loubiere, Le Cher du rau de l'Etang de Brosse au rau Gauthier, Le Cher du Trian à la Margelle, Le Cher de la Queugne à l'Aumance, Le Cher du rau de l'Hyvernin au Trian et Le Cher de la Rennes au Bavet », au sein du bassin DCE plus large « La Loire, les cours d'eau côtiers vendéens et bretons ».

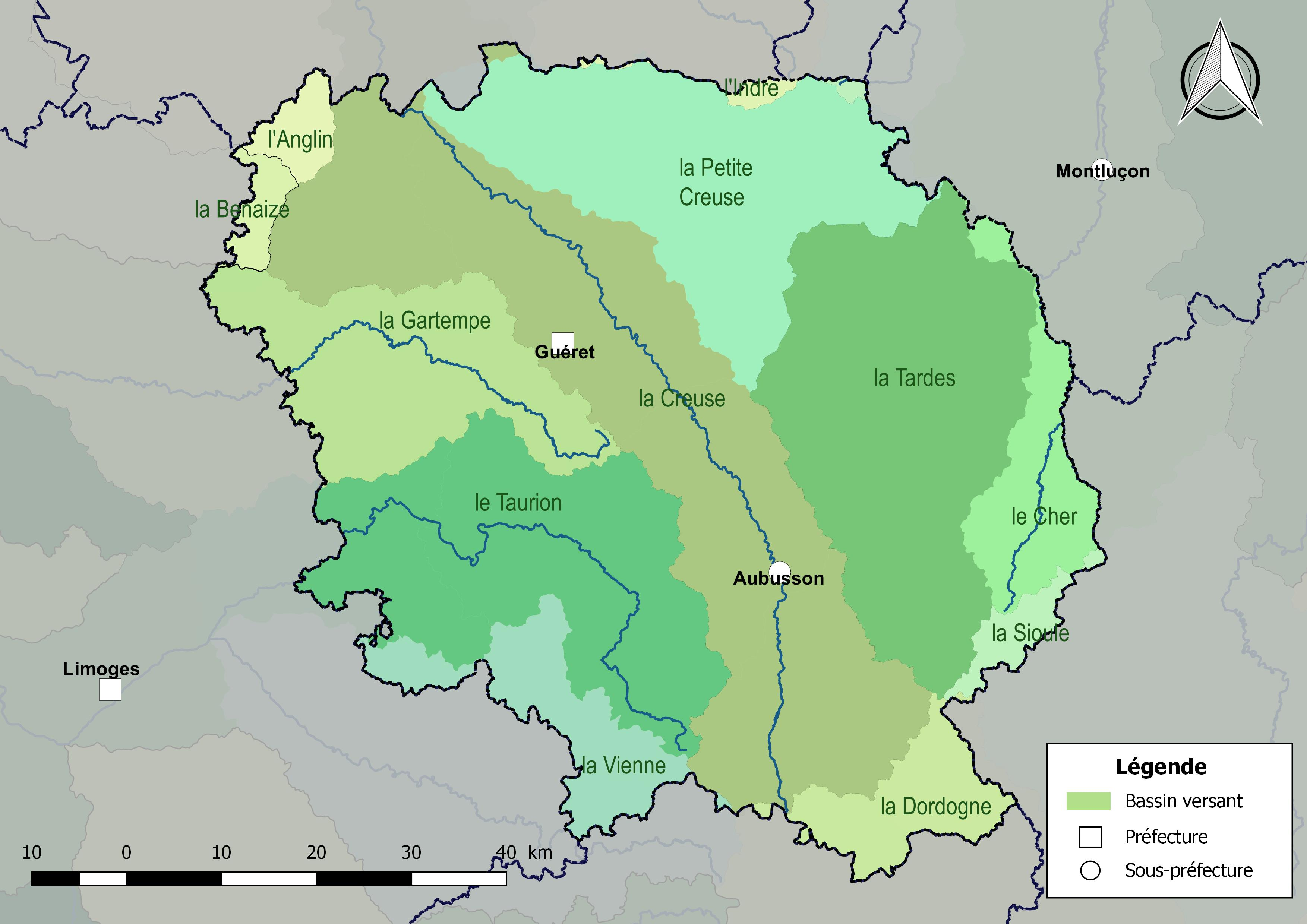
Les principaux bassins versants du département de la Creuse.
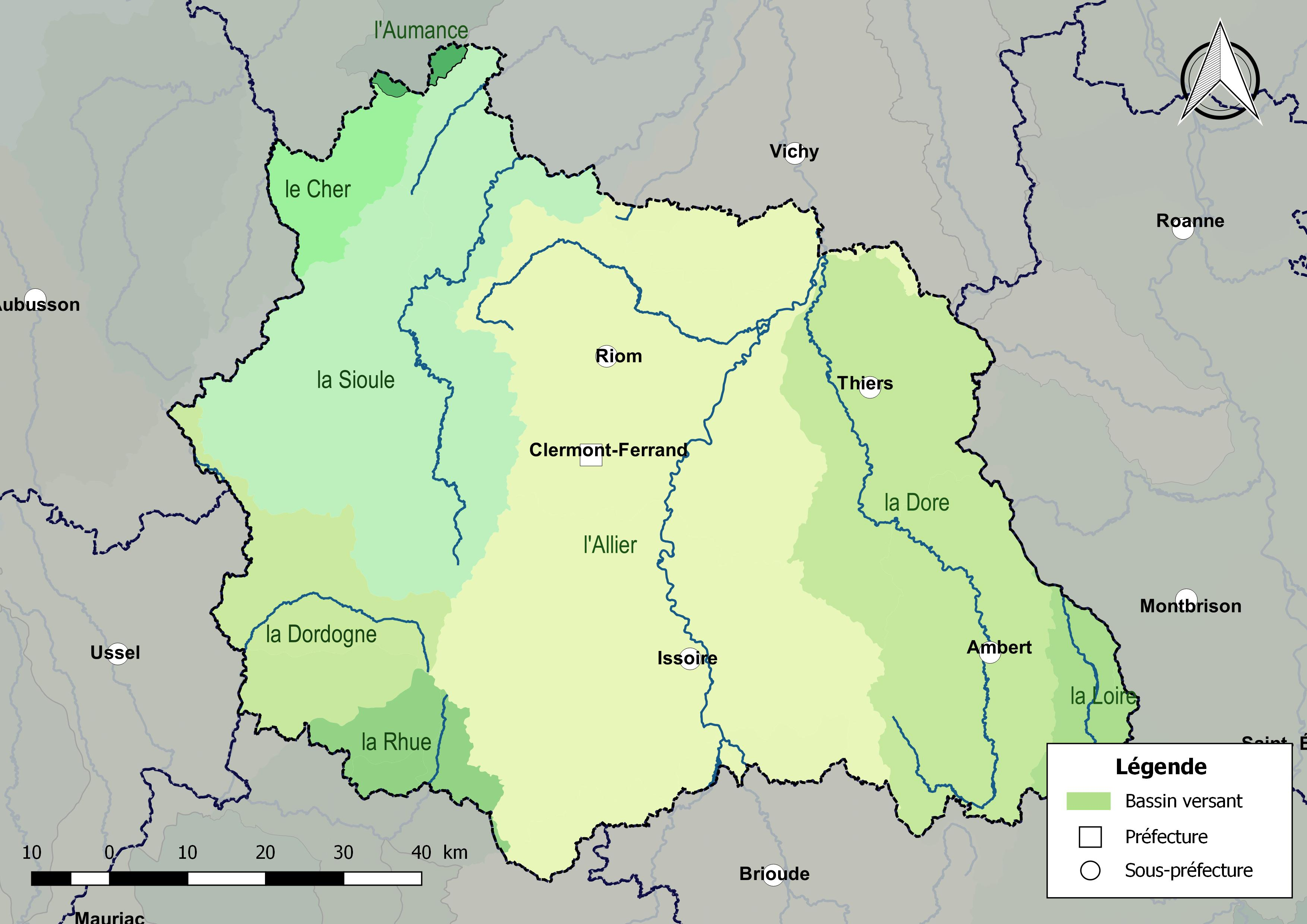
Les principaux bassins versants du département du Puy-de-Dôme.
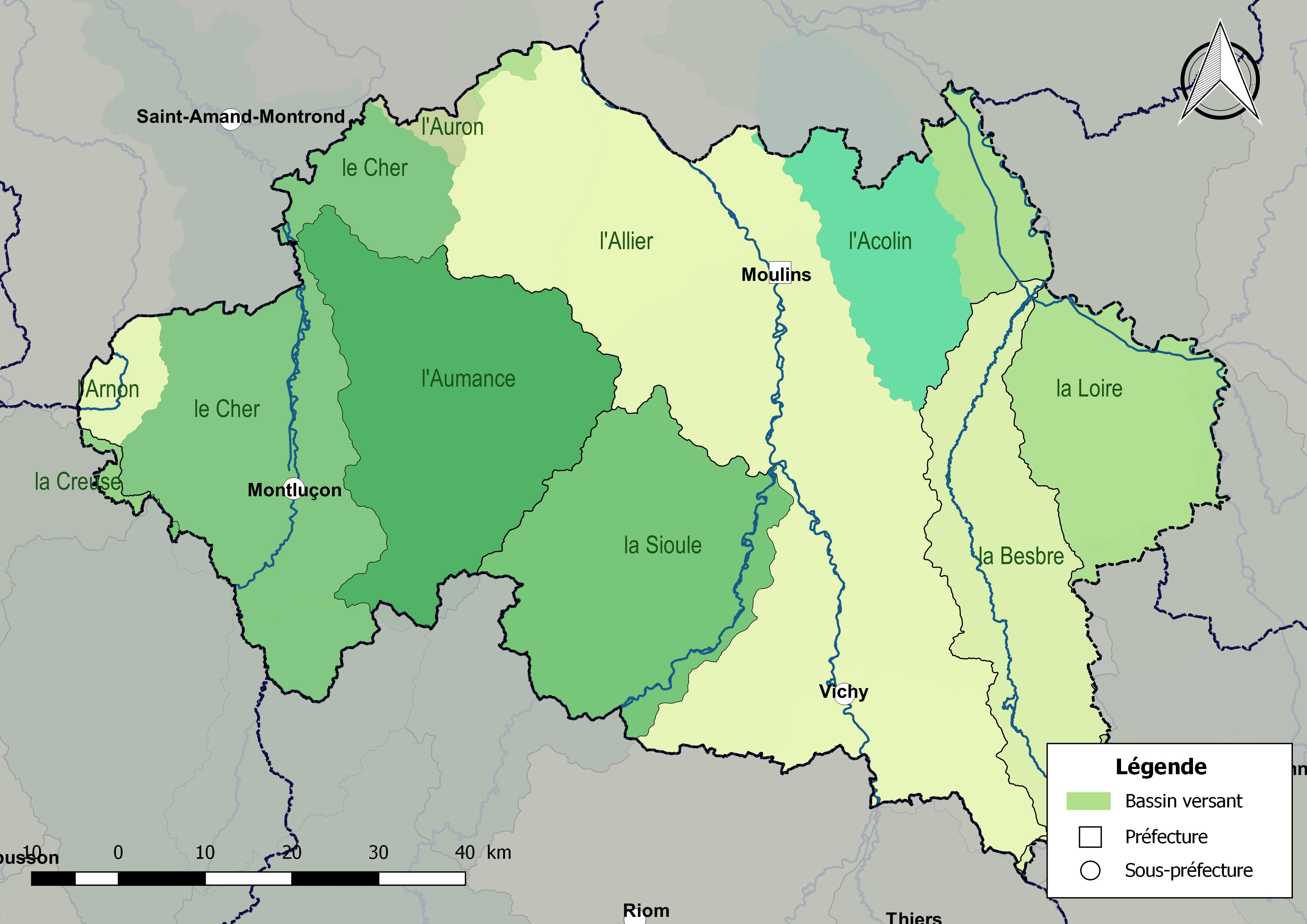
Les principaux bassins versants du département de l'Allier.
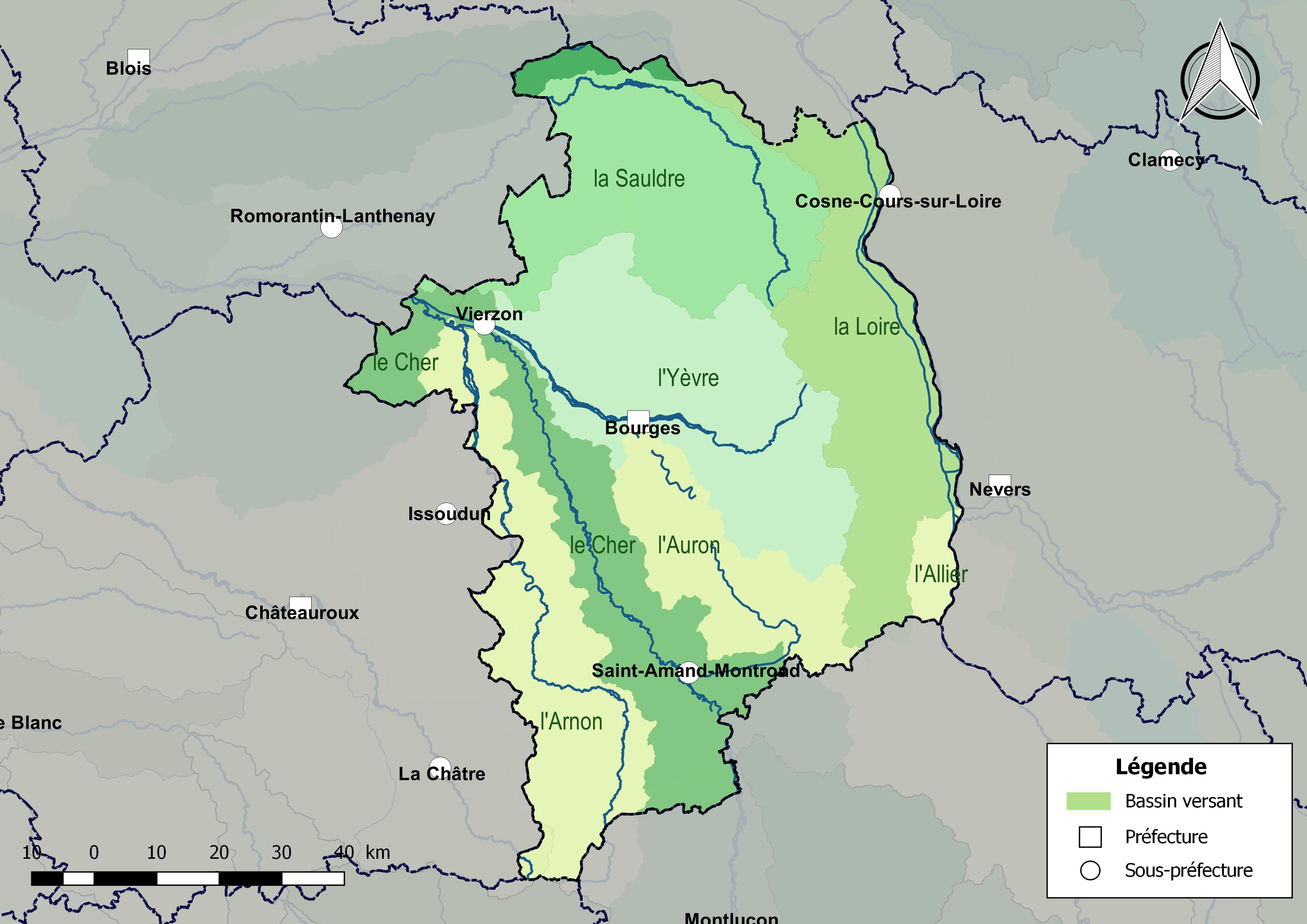
Les principaux bassins versants du département du Cher.
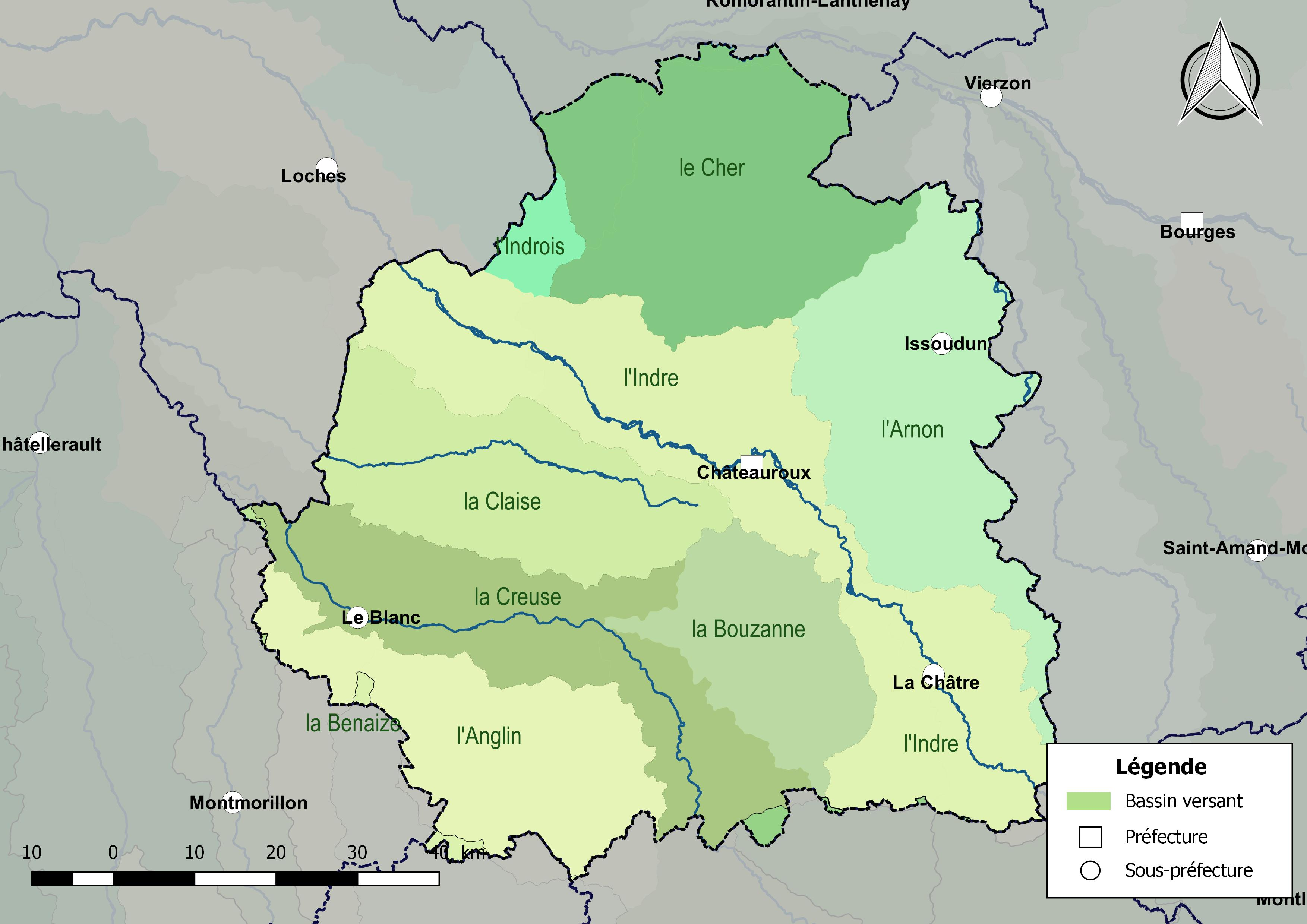
Les principaux bassins versants du département de l'Indre.
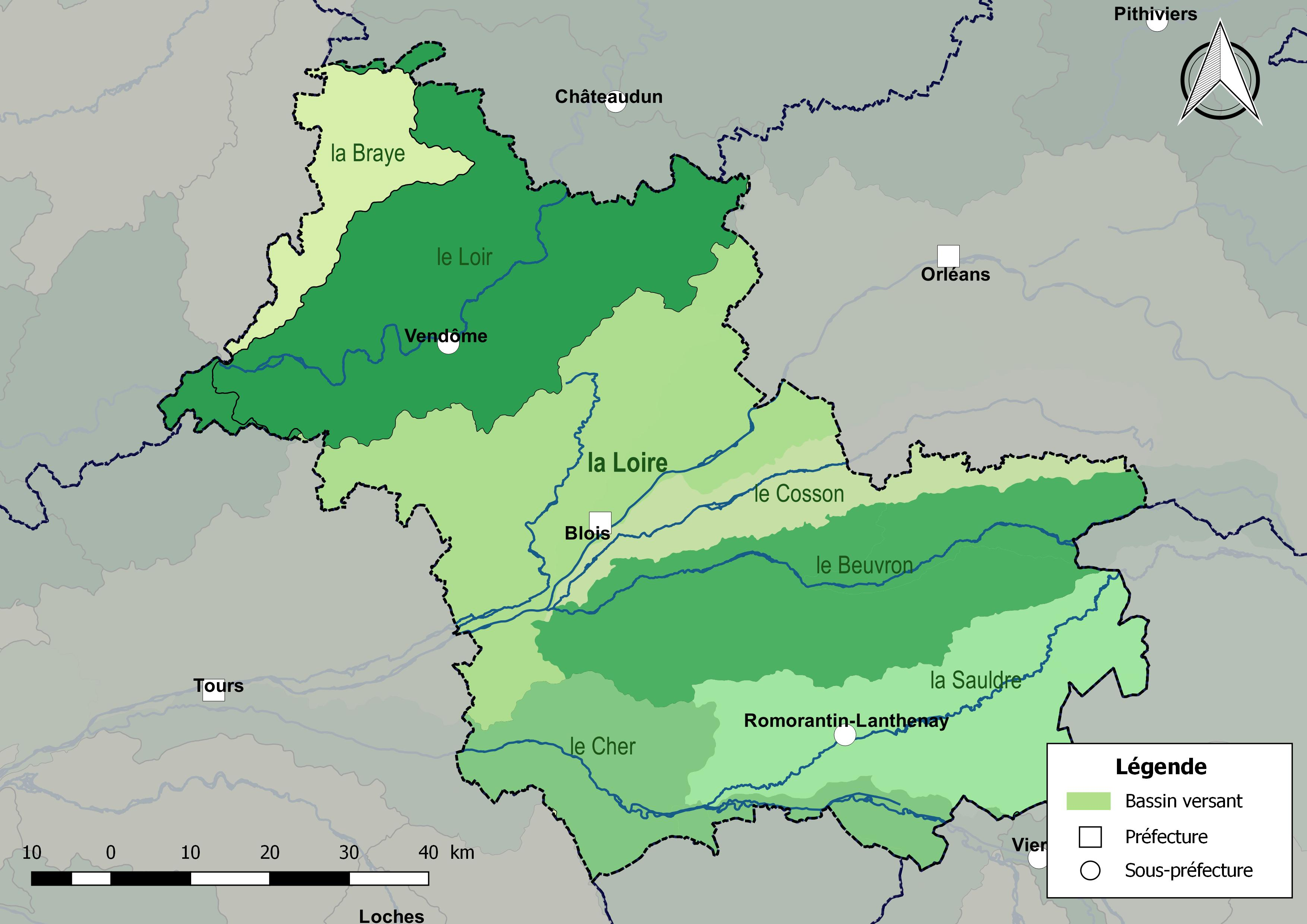
Les principaux bassins versants du département de Loir-et-Cher.
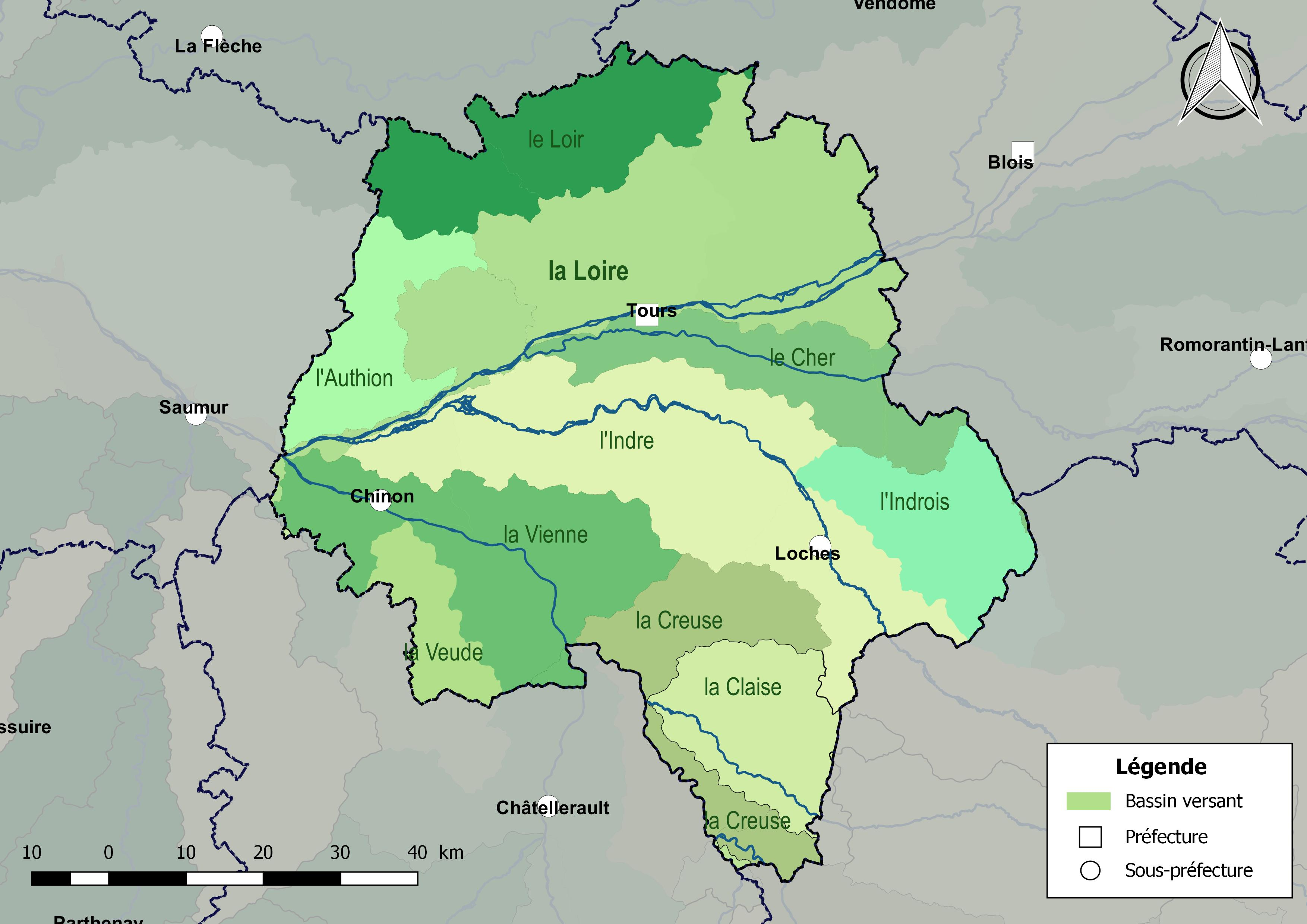
Les principaux bassins versants du département d'Indre-et-Loire.

#### Échelle du bassin
En France, la gestion de l’eau, soumise à une législation nationale et à des directives européennes, se décline par bassin hydrographique, au nombre de sept en France métropolitaine, échelle cohérente écologiquement et adaptée à une gestion des ressources en eau. Le Cher est sur le territoire du bassin Loire-Bretagne et l'organisme de gestion à l'échelle du bassin est l'agence de l'eau Loire-Bretagne.

### Organismes gestionnaires
Il existe deux organismes possédant la compétence GEMA(PI) sur le Cher : 
- Le Syndicat mixte interdépartemental du bassin du Cher Sauvage est le gestionnaire du Cher de l'aval avec la confluence avec l'Arnon jusqu'à la commune de Saint-Aignan. Le siège se situe à Mennetou-sur-Cher.

- Le Nouvel Espace du Cher est le gestionnaire du Cher canalisé de Saint-Aignan jusqu'à la confluence avec la Loire. Le siège se situe à Bléré.

## Affluents
Le Cher possède cent soixante-dix-neuf affluents.
| Noms               | km  | Noms                      | km | Noms                     | km       | Noms                   | km                    | Noms                     | km |
| ------------------ | --- | ------------------------- | -- | ------------------------ | -------- | ---------------------- | --------------------- | ------------------------ | -- |
| L'Arnon            | 151 | Le Seigy                  | 8  | K6614020                 | 4        | Ruisseau de Malleret   | 3                     | K5027100                 | 2  |
| La Tardes          | 77  | L'Aiguevives              | 8  | Ruisseau de la Fontaine  | 4        | Fossé la Gironde       | 3                     | K5214400                 | 2  |
| Le Trian           | 29  | K5494500                  | 8  | K5495300                 | 4        | K6615300               | 3                     | K5485100                 | 2  |
| La Queugne         | 28  | Le Senelles               | 8  | K6714400                 | 4        | K6615500               | 3                     | K5044000                 | 1  |
| La Loubière        | 27  | Le Créchat                | 8  | 4                        | K5484800 | 2                      | Ruisseau de Châtelard | 1                        |    |
| La Magieure        | 27  | Le Vaugerin               | 7  | La Gasne                 | 4        | K5228150               | 2                     | Ruisseau de Francueil    | 1  |
| Le Modon           | 26  | L'Ange                    | 7  | Ruisseau de la Fontaine  | 3        | K5004200               | 2                     | K5006700                 | 1  |
| Le Chadet          | 17  | Les Ruesses Armères       | 7  | Rivière l'Arnon          | 3        | K6714300               | 2                     | Ruisseau des Fayes       | 1  |
| Le Chézelles       | 17  | Les Serpents              | 6  | K5026000                 | 3        | La Fosse Triomphe      | 2                     | Ruisseau du Petit Vernet | 1  |
| La Prée            | 16  | La Civière                | 6  | K5405000                 | 3        | K5215300               | 2                     | K5215600                 | 1  |
| La Vernaele        | 12  | Ruisseau de la Gitonnière | 6  | K6707100                 | 3        | Ruisseau de Mauge      | 2                     | K5026200                 | 1  |
| Le Pont Léonard    | 12  | Ruisseau de l’Étang       | 5  | Le Vinnière              | 3        | K6714050               | 2                     | K5495800                 | 1  |
| La Noisette        | 11  | Le Mont                   | 5  | K6709000                 | 3        | Le Chantemerle         | 2                     | K5059600                 | 1  |
| Le Villevandret    | 11  | Ruisseau de Thoré         | 5  | Ruisseau Les Renardières | 3        | K6615960               | 2                     | K6615450                 | 1  |
| La Vilaine         | 11  | Ruisseau de Villiers      | 5  | Les Fontaines            | 3        | K6705100               | 2                     | K5464950                 | 1  |
| Le Pilette         | 10  | K5495500                  | 4  | K6224200                 | 3        | K5024000               | 2                     | K5049800                 | 1  |
| Le Petit Cher      | 10  | K6706900                  | 4  | K6614040                 | 3        | Ruisseau de la Puissée | 2                     | K5464750                 | 1  |
| Le Traîne Feuilles | 9   | K6714100                  | 4  | K6615400                 | 3        | K5006400               | 2                     | K6194600                 | 0  |

| Noms              | km  | Noms                     | km | Noms                       | km | Noms                | km | Noms     | km |
| ----------------- | --- | ------------------------ | -- | -------------------------- | -- | ------------------- | -- | -------- | -- |
| La Sauldre        | 184 | L'Ours                   | 7  | Ruisseau de la Commanderie | 4  | K5009500            | 3  | K5059700 | 1  |
| L'Yèvre           | 80  | Le Préau                 | 7  | K5006450                   | 4  | Ruisseau de Crozat  | 3  | K5404300 | 1  |
| L'Aumance         | 56  | Le Mas                   | 7  | Le Chevrier                | 4  | K6654300            | 3  | K5228000 | 1  |
| La Marmande       | 46  | La Côte                  | 7  | K5455200                   | 4  | Ruisseau de Dointe  | 2  | K6643950 | 1  |
| Le Boron          | 22  | Le Malorge               | 7  | Ruisseau des Eaux Mortes   | 4  | K6707200            | 2  | K5043950 | 1  |
| La Rennes         | 21  | K5404500                 | 6  | Ruisseau de Nohant         | 4  | K5405200            | 2  | K5207000 | 1  |
| La Tartasse       | 21  | Le Varigny               | 6  | Ruisseau des Aiguillons    | 4  | K6204800            | 2  | K5094600 | 1  |
| Le Filet          | 20  | Le Villarçon             | 6  | K5255450                   | 4  | K5096500            | 2  | K5259700 | 1  |
| Le Lamaron        | 19  | La Cosse                 | 6  | Le Saint Marti             | 3  | Les Bachats         | 2  | K6204450 | 1  |
| La Pampeluze      | 18  | Ruisseau de Mesvres      | 5  | Ruisseau des Forges        | 3  | La Fontenille       | 2  | K6706190 | 1  |
| Le Mousson        | 16  | Les Côtes                | 5  | K5227800                   | 3  | K5008000            | 2  | K5228100 | 1  |
| Le Bavet          | 11  | K5214800                 | 5  | Le Gournay                 | 3  | K6204400            | 2  | K5204200 | 1  |
| Le Thizon         | 10  | La Plante de Fragne      | 5  | Ruisseau des Fosses Brunes | 3  | K6644350            | 2  | K5254900 | 1  |
| Le Meaulne        | 10  | Ruisseau Bignon          | 5  | K6614060                   | 3  | K5215200            | 2  | K6716000 | 1  |
| L'Hyvernin        | 10  | Les Chaumes              | 5  | K5257000                   | 3  | K5214200            | 2  | K5255500 | 1  |
| Le Polier         | 9   | K5494700                 | 5  | K6224000                   | 3  | Rivière l'Yèvre     | 2  | K5004000 | 1  |
| La Margelle       | 8   | Le Douriau               | 5  | Ruisseau de Morue          | 3  | K5485200            | 1  | K6654200 | 0  |
| Ruisseau Gauthier | 7   | Ruisseau de la Charvière | 4  | K6705300                   | 3  | Ruisseau de la Jale | 1  |          |    |

### Rang de Strahler
Son rang de Strahler est de six.

## Hydrologie

### Stations de mesures
Chambonchard
Établie à 319 m d'altitude, la station de mesure est située dans la commune de Chambonchard (Creuse), au lieu-dit « la Caborne ». Elle fut mise en service le 1er janvier 1910 à 0 h. C'est une station de type « station à une échelle » et son statut est « station avec signification hydrologique ». Son bassin-versant topographique représente 517 km2. Cette station mesure les hauteurs et les débits du cours d'eau.
Barrage de Rochebut
Établie à 294 m d'altitude, la station de mesure est située dans la commune de Teillet-Argenty (Allier), au barrage de Rochebut. Elle est mise en service le 22 mars 1986 à 12 h. C'est une station de type « station à une échelle » et son statut est « station avec signification hydrologique ». Son bassin-versant topographique représente 0 km2. Cette station mesure les hauteurs et les débits du cours d'eau.
Teillet-Argenty
Établie à 267 m d'altitude, la station de mesure est située dans la commune de Teillet-Argenty (Allier), au barrage de Rochebut. Elle est mise en service le 1er janvier 1921 à 12 h. C'est une station de type « station à une échelle » et son statut est « station avec signification hydrologique ». Son bassin-versant topographique représente 1 600 km2. Cette station mesure les hauteurs et les débits du cours d'eau.
Montluçon
Établie à 198 m d'altitude, la station de mesure est située dans la commune de Montluçon (Allier). Elle est mise en service le 22 juin 1986 à 12 h. C'est une station de type « station à une échelle » et son statut est « station avec signification hydrologique ». Son bassin-versant topographique représente 1 808 km2. Cette station mesure les hauteurs et les débits du cours d'eau.
Saint-Amand-Montrond
Établie à 155 m d'altitude, la station de mesure est située dans la commune de Saint-Amand-Montrond (Cher). Elle est mise en service le 1er janvier 1966 à 12 h. C'est une station de type « station à une échelle » et son statut est « station avec signification hydrologique ». Son bassin-versant topographique représente 3 492 km2. Cette station mesure les hauteurs et les débits du cours d'eau.
Châteauneuf-sur-Cher
Établie à 133 m d'altitude, la station de mesure est située dans la commune de Châteauneuf-sur-Cher (Cher). Elle est mise en service le 30 janvier 1987 à 16 h. C'est une station de type « station à une échelle » et son statut est « station sans signification hydrologique ». Son bassin-versant topographique représente 4 161 km2. Cette station mesure les hauteurs du cours d'eau uniquement.
Saint-Florent-sur-Cher
Établie à 118 m d'altitude, la station de mesure est située dans la commune de Saint-Florent-sur-Cher (Cher). Elle est mise en service le 3 décembre 1985 à 8 h. C'est une station de type « station à une échelle » et son statut est « station sans signification hydrologique ». Son bassin-versant topographique représente 4 318 km2. Cette station mesure les hauteurs du cours d'eau uniquement.
Vierzon
Établie à 96 m d'altitude, la station de mesure est située dans la commune de Vierzon (Cher). Elle est mise en service le 10 juin 1985 à 12 h. C'est une station de type « station à une échelle » et son statut est « station avec signification hydrologique ». Son bassin-versant topographique représente 4 550 km2. Cette station mesure les hauteurs et les débits du cours d'eau.
Mennetou-sur-Cher
Établie à 86 m d'altitude, la station de mesure est située dans la commune de Mennetou-sur-Cher (Loir-et-Cher). Elle est mise en service le 22 juin 1986 à 12 h. C'est une station de type « station à une échelle » et son statut est « station sans signification hydrologique ». Son bassin-versant topographique représente 9 070 km2. Cette station mesure les hauteurs du cours d'eau uniquement.
Selles-sur-Cher - Pont centre-ville échelle SAC
Établie à 75 m d'altitude, la station de mesure est située dans la commune de Selles-sur-Cher (Loir-et-Cher), au niveau du pont du centre-ville. Elle est mise en service le 1er janvier 1969 à 0 h. C'est une station de type « station à une échelle » et son statut est « station sans signification hydrologique ». Son bassin-versant topographique représente 9 265 km2. Cette station mesure les hauteurs du cours d'eau uniquement.
Selles-sur-Cher - Pont D956A
Établie à 75 m d'altitude, la station de mesure est située dans la commune de Selles-sur-Cher (Loir-et-Cher), au niveau du pont de la route départementale 956A. Elle est mise en service le 22 août 2013 à 0 h. C'est une station de type « station à une échelle » et son statut est « station avec signification hydrologique ». Son bassin-versant topographique représente 9 264 km2. Cette station mesure les hauteurs et les débits du cours d'eau.
Châtillon-sur-Cher
Établie à 74 m d'altitude, la station de mesure est située dans la commune de Châtillon-sur-Cher (Loir-et-Cher). Elle est mise en service le 1er janvier 1993 à 12 h. C'est une station de type « station à une échelle » et son statut est « station avec signification hydrologique ». Son bassin-versant topographique représente 11 540 km2. Cette station mesure les hauteurs et les débits du cours d'eau.
Montrichard
Établie à 57 m d'altitude, la station de mesure est située dans la commune de Montrichard (Loir-et-Cher). Elle est mise en service le 1er janvier 1987 à 0 h. C'est une station de type « station à une échelle » et son statut est « station avec signification hydrologique ». Son bassin-versant topographique représente km2. Cette station mesure les hauteurs et les débits du cours d'eau.
Tours
Établie à 47 m d'altitude, la station de mesure est située dans la commune de Tours (Indre-et-Loire), au niveau du pont Saint Sauveur. Elle est mise en service le 1er janvier 1985 à 0 h. C'est une station de type « station à une échelle » et son statut est « station avec signification hydrologique ». Son bassin-versant topographique représente 13 615 km2. Cette station mesure les hauteurs et les débits du cours d'eau.
Le débit du Cher est observé durant une période de 43 ans (1966-2008).
Le module de la rivière à Tours est de 95,6 m3/s.
Le Cher présente des fluctuations saisonnières importantes et nettement supérieures à celles de la Loire (en amont de Tours) qu'il ne contribue donc pas à régulariser, avec des hautes eaux d'hiver-printemps portant le débit mensuel moyen à un niveau de 112 à 196 m3/s, de décembre à mai inclus (avec un maximum de janvier à mars, surtout en février), et des basses eaux d'été, de juillet à septembre inclus, avec un minimum mensuel moyen de 27,8 m3/s au mois d'août.

### Étiage ou basses eaux
En période d'étiage, le VCN3 peut chuter jusqu'à 4,3 m3/s (43 m3/s pour la Loire), en cas de période quinquennale sèche.

### Crues
Le QIX de temps de retour 2 ans vaut 510 m3/s, le QIX 5 en vaut 740 m3/s, celui du QIX 10 est de 880 m3/s, tandis que le QIX 20 vaut 1 000 m3/s et au QIX 50, il se monte à 1 200 m3/s.
Cependant, le débit instantané maximal enregistré pendant cette période de 42 ans a été de 1 000 m3/s le 1er mars 1988, tandis que la valeur journalière maximale était de 935 m3/s le 12 janvier 1982. Ces crues se définissent comme vicennales (période de retour de 20 ans) et sont donc relativement habituelles pour la rivière.

### Lame d'eau et débit spécifique
Le Cher est une rivière moyennement abondante. La lame d'eau écoulée dans son bassin versant est de 223 millimètres annuellement, ce qui est nettement inférieur à la moyenne d'ensemble de la France tous bassins confondus, ainsi qu'à celle du bassin de la Loire (244 millimètres à Montjean-sur-Loire). Le débit spécifique (ou Qsp) est de 7,0 litres par seconde et par kilomètre carré de bassin.

### État des masses d'eau et objectifs
Pour les cours d’eau, la délimitation des masses d’eau est basée principalement sur la taille du cours d’eau et la notion d’hydro-écorégion. Ces masses d’eau servent ainsi d’unité d’évaluation de l’état des eaux dans le cadre de la directive européenne.
Le Cher fait partie des masses d'eaux codifiée : FRGR0146, FRGR0147, FRGR0148, FRGR0149, FRGR0150a, FRGR0150b et FRGR0150c et dénommée « Le Cher et ses affluents depuis la source jusqu'au complexe de Rochebut, Le Cher depuis le complexe de Rochebut jusqu'à Montluçon, Le Cher depuis Montluçon jusqu'à la confluence avec l'Aumance, Le Cher depuis la confluence de l'Aumance jusqu'à Vierzon, Le Cher depuis Vierzon jusqu'à Chabris, Le Cher depuis Chabris jusqu'à Noyers-sur-Cher et Le Cher depuis Noyers-sur-Cher jusqu'à la confluence avec la Loire ».
Le schéma directeur d'aménagement et de gestion des eaux (Sdage) Loire-Bretagne est un document de planification dans le domaine de l’eau. Il définit, pour une période de six ans, les grandes orientations pour une gestion équilibrée de la ressource en eau ainsi que les objectifs de qualité et de quantité des eaux à atteindre dans le bassin Loire-Bretagne. L'état des lieux 2013 définis dans la SDAGE 2016 – 2021 et les objectifs à atteindre pour cette masse d'eau sont les suivants,, :
| Code masse d'eau | Libellé masse d'eau                                                     |
| ---------------- | ----------------------------------------------------------------------- |
| FRGR0146         | Le Cher et ses affluents depuis la source jusqu'au complexe de Rochebut |
| FRGR0147         | Le Cher depuis le complexe de Rochebut jusqu'à Montluçon                |
| FRGR0148         | Le Cher depuis Montluçon jusqu'à la confluence avec l'Aumance           |
| FRGR0149         | Le Cher depuis la confluence de l'Aumance jusqu'à Vierzon               |
| FRGR0150a        | Le Cher depuis Vierzon jusqu'à Chabris                                  |
| FRGR0150b        | Le Cher depuis Chabris jusqu'à Noyers-sur-Cher                          |
| FRGR0150c        | Le Cher depuis Noyers-sur-Cher jusqu'à la confluence avec la Loire      |

|           | Écologique | Biologique | Physico-chimie générale | Polluants spécifiques |
| --------- | ---------- | ---------- | ----------------------- | --------------------- |
| FRGR0146  | Moyen      | Moyen      | Bon état                | X                     |
| FRGR0147  | Bon état   | Mauvais    | Bon état                | X                     |
| FRGR0148  | Médiocre   | Médiocre   | Bon état                | Bon état              |
| FRGR0149  | Moyen      | Moyen      | Moyen                   | Bon état              |
| FRGR0150a | Bon état   | Bon état   | Bon état                | Bon état              |
| FRGR0150b | Moyen      | Moyen      | Bon état                | Bon état              |
| FRGR0150c | Bon état   | Bon état   | Bon état                | Bon état              |

|           | Écologique | Chimique | Global   |
| --------- | ---------- | -------- | -------- |
| FRGR0146  | Bon état   | Bon état | Bon état |
| FRGR0147  | Bon état   | Bon état | Bon état |
| FRGR0148  | Bon état   | Bon état | Bon état |
| FRGR0149  | Bon état   | Bon état | Bon état |
| FRGR0150a | Bon état   | Bon état | Bon état |
| FRGR0150b | Bon état   | Bon état | Bon état |
| FRGR0150c | Bon état   | Bon état | Bon état |

### Modification de son cours à Tours
Le Cher a été canalisé au droit de Tours au cours des années 1960, dans le cadre d'un grand projet urbain visant d'une part à rendre constructibles ses rives et d'autre part à protéger la ville d'inondations qui l'avaient dévastée par le passé comme en 1856. Ces travaux, lancés avec le soutien actif de Jean Royer, alors maire de la ville, ont été un temps le plus grand chantier urbain d'Europe : le cours de la rivière a été détourné, parfois à une distance de 500 mètres du cours initial, sur près de cinq kilomètres. Dans le même temps, une ZUP, le quartier des Rives du Cher, était construite sur la rive nord du nouveau Cher. Une île artificielle a également été créée entre deux bras de la rivière pour accueillir des équipements sportifs. À Saint-Avertin, le lit de l'ancien Cher a été ceinturé et transformé en plan d'eau, le nouveau Cher passant 400 mètres plus au nord. Deux lacs artificiels de grande taille ont dans le même temps été creusés, tandis que de petits barrages étaient construits plus en amont. Plusieurs ouvrages d'art durent être agrandis, notamment sur la ligne de chemin de fer de Paris à Bordeaux. Un pont ferroviaire, le pont de Vendée, dut être détruit et non remplacé, faute d'avoir été allongé. Les travaux de l'autoroute A10 se déroulèrent dans le même temps, les ouvrages de l'autoroute étant calibrés pour passer au-dessus de la nouvelle rivière. Le projet initial de 1965 prévoyait une rectification du Cher sur huit kilomètres, jusqu'à La Riche, avec la création d'une seconde grande île. Il fut cependant abandonné.

## Hydronymie
Au haut Moyen Âge, le Cher est appelé Caris par Grégoire de Tours, Cares par Venance Fortunat, tous deux au VIe siècle. Il est admis que ce nom est forgé sur la racine préceltique kar signifiant pierre.
Son nom est Char en langue occitane et dans les parlers du Croissant, langues parlées dans sa haute vallée (Combrailles).

## Histoire
La vallée du Cher a été formée à partir du Pléistocène inférieur, soit entre 2,5 millions et 780 000 ans avant notre ère.
Le Cher fut une frontière : de 1940 à 1943, la ligne de démarcation, séparant la zone libre au sud de la zone occupée au nord, suivait cette rivière sur environ 120 kilomètres. La galerie du château de Chenonceau a ainsi permis des passages clandestins vers la zone sud.
La rivière a donné son nom aux vingt-deux communes d'Athée-sur-Cher, Azay-sur-Cher, Châteauneuf-sur-Cher, Châtillon-sur-Cher, Châtres-sur-Cher, Crézançay-sur-Cher, Faverolles-sur-Cher, Langon-sur-Cher, Mareuil-sur-Cher, Mennetou-sur-Cher, Méry-sur-Cher, Monthou-sur-Cher, Montrichard Val de Cher, Noyers-sur-Cher, Saint-Florent-sur-Cher, Saint-Georges-sur-Cher, Saint-Julien-sur-Cher, Saint-Romain-sur-Cher, Saint-Aignan-sur-Cher, Selles-sur-Cher, Villefranche-sur-Cher,  Villeneuve-sur-Cher.

## Aménagements et écologie

### Activités économiques

#### Barrage de Rochebut
Le barrage de Rochebut est situé dans la commune de Mazirat dans le département de l'Allier, à 12 km en amont de Montluçon, a été construit de 1906 à 1909.

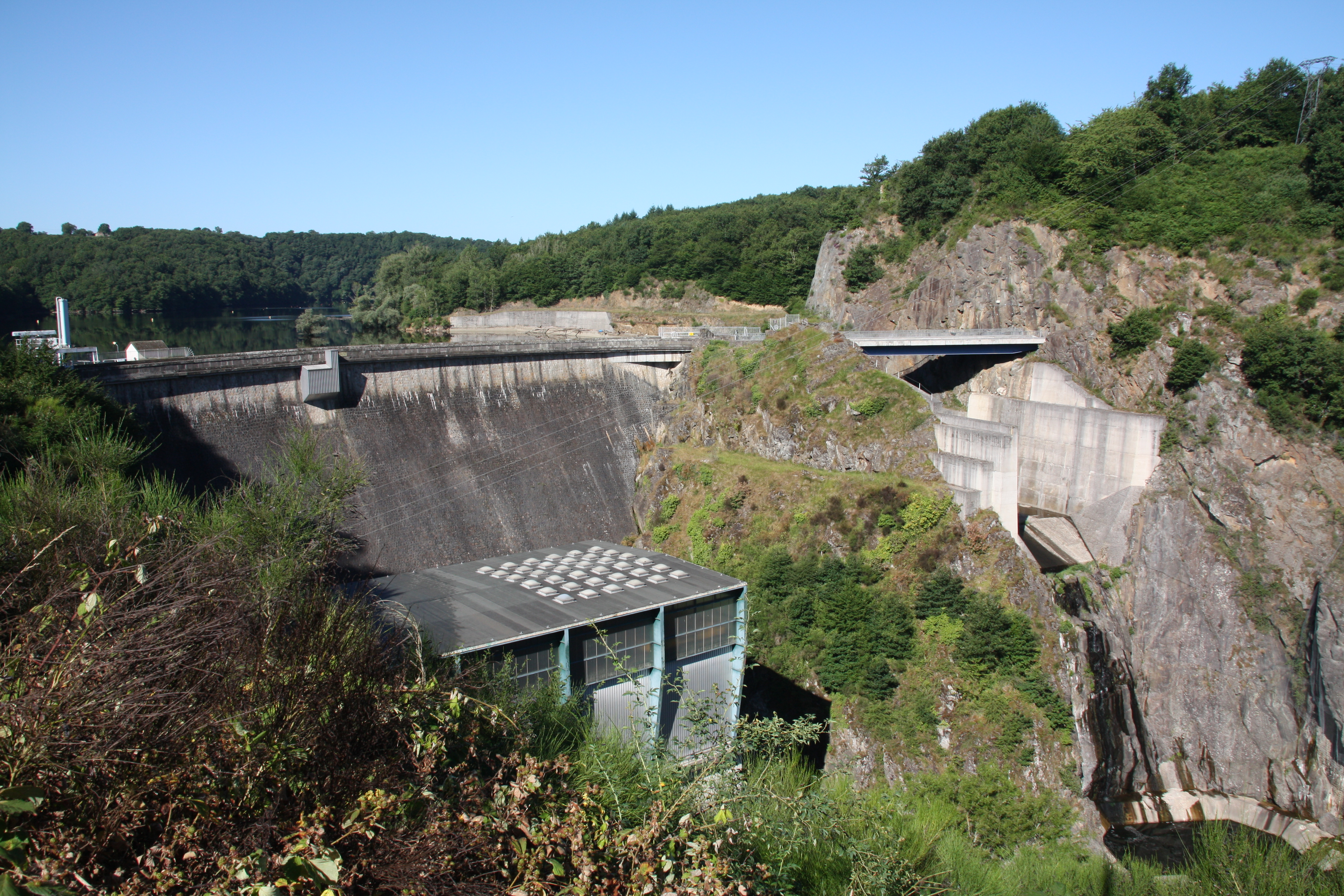
Le barrage en 2010.
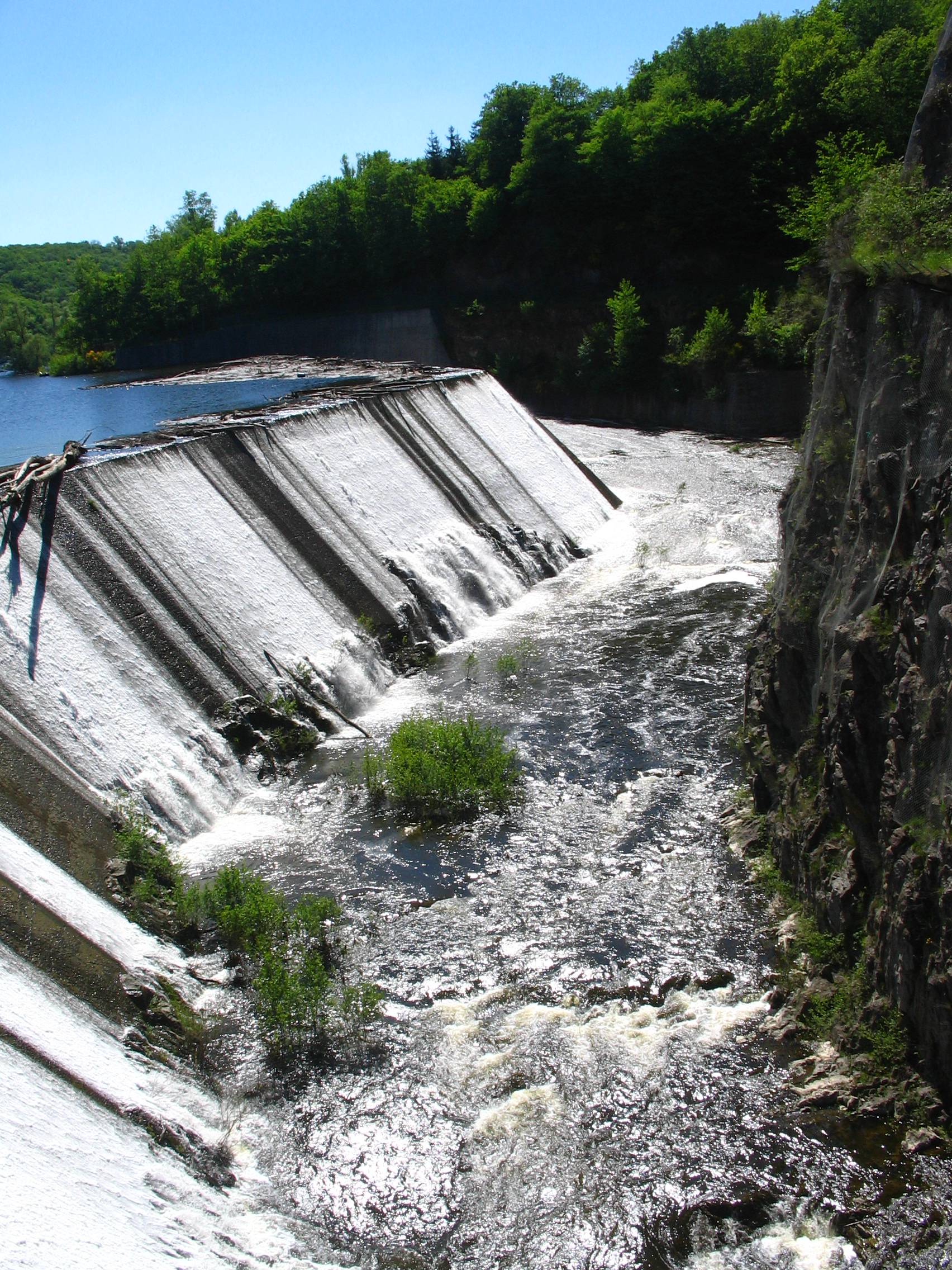
Le déversoir en 2014.
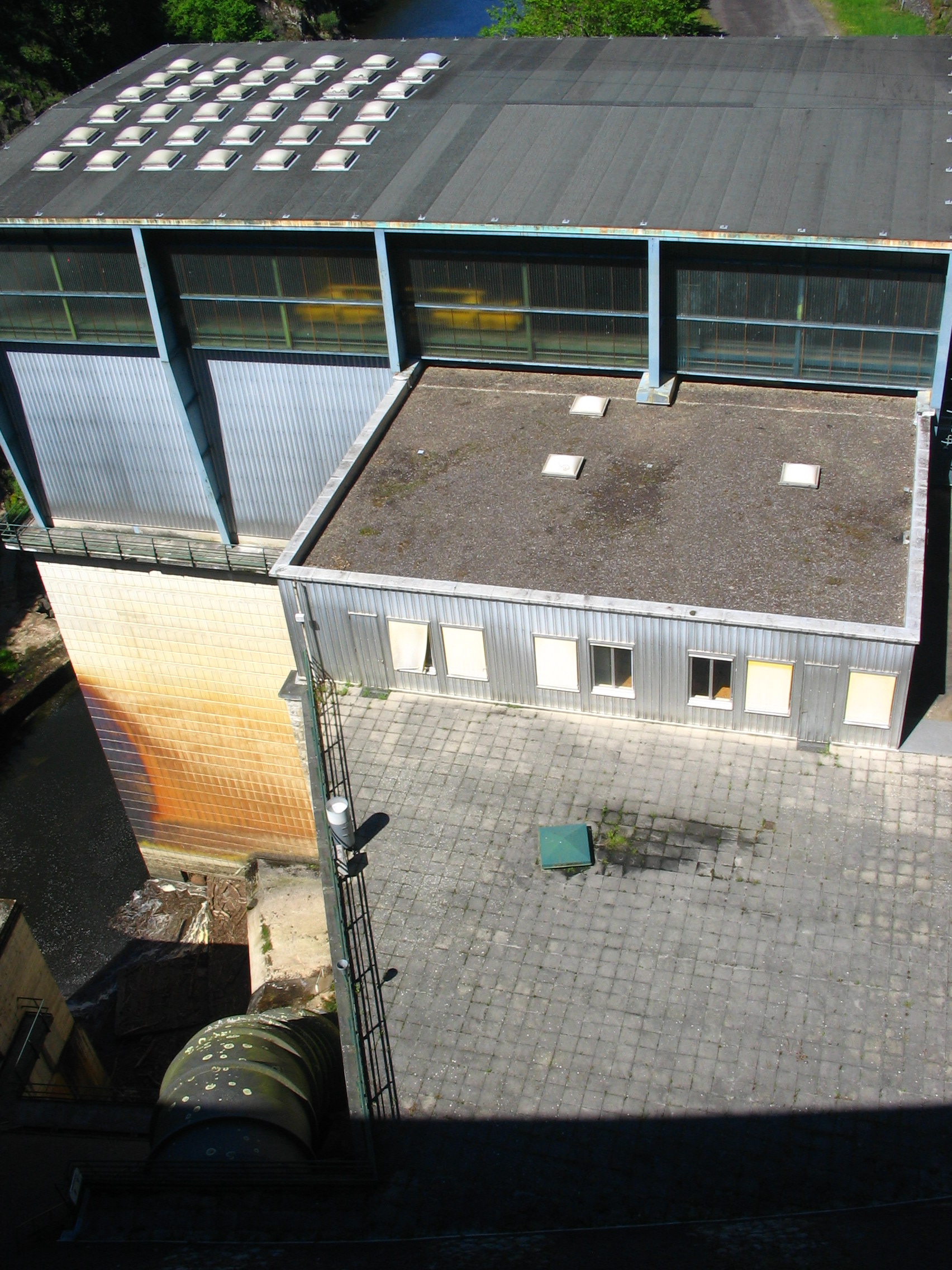
L'usine hydroélectrique en 2012.

#### Barrage de Nitray
C'est un barrage à aiguilles construit en Indre-et-Loire en 1841 afin de rendre le Cher navigable.

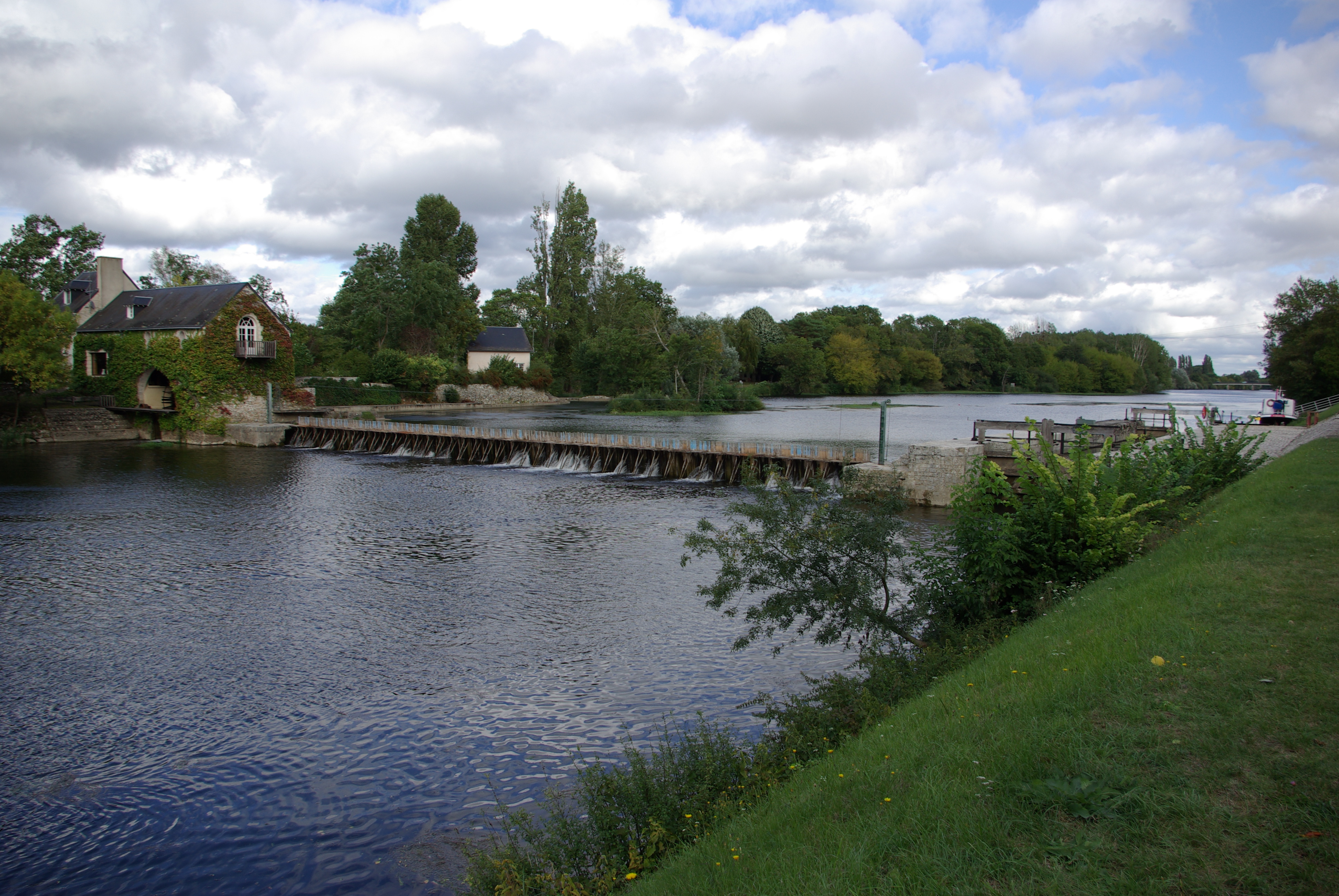
Le barrage en 2017.
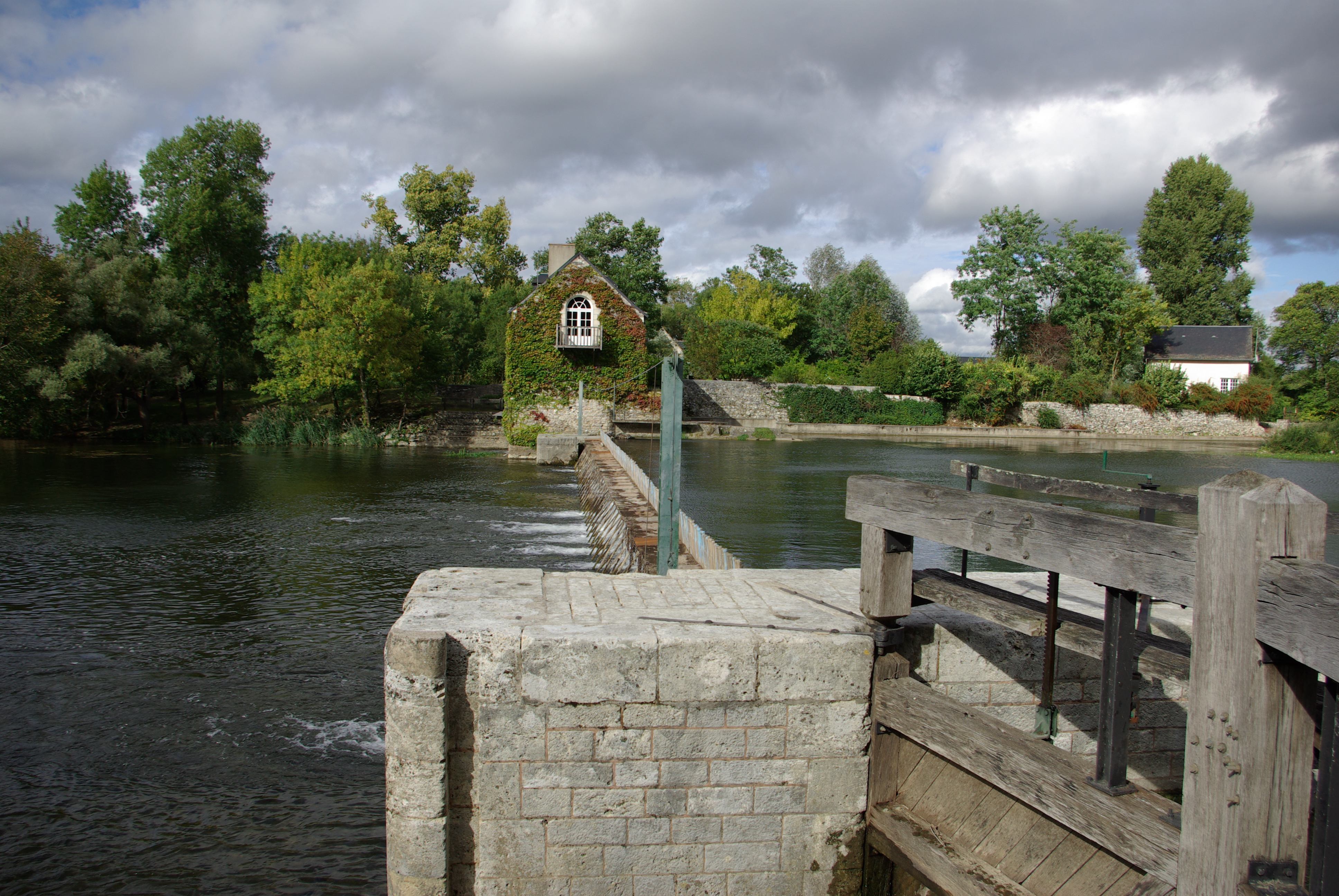
Le barrage en 2017.
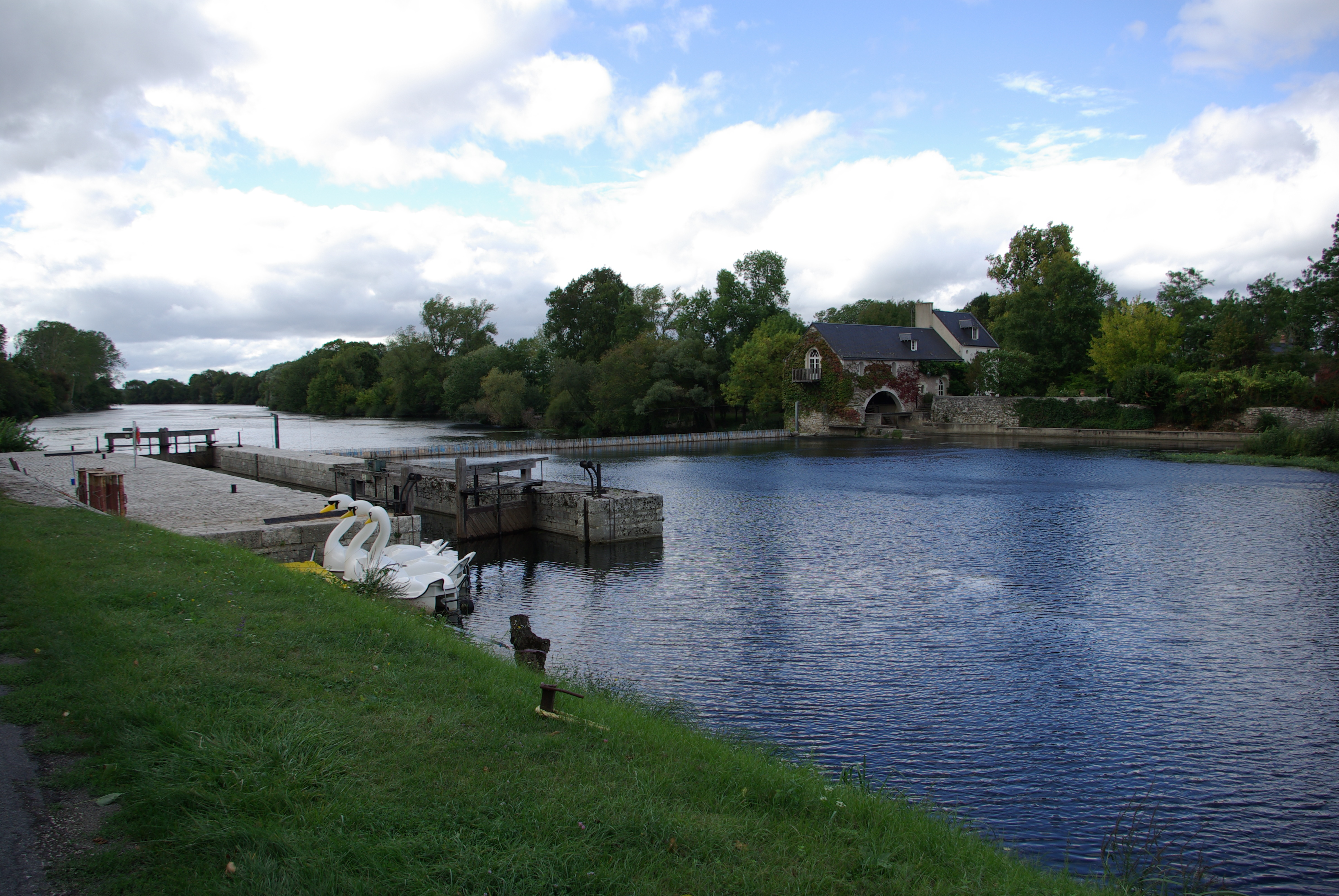
Le barrage en 2017.

#### Autres
- Lac de Rochebut
- Lac de Saint-Avertin
- Plage de Montrichard
- Canoë-kayak
- Aviron

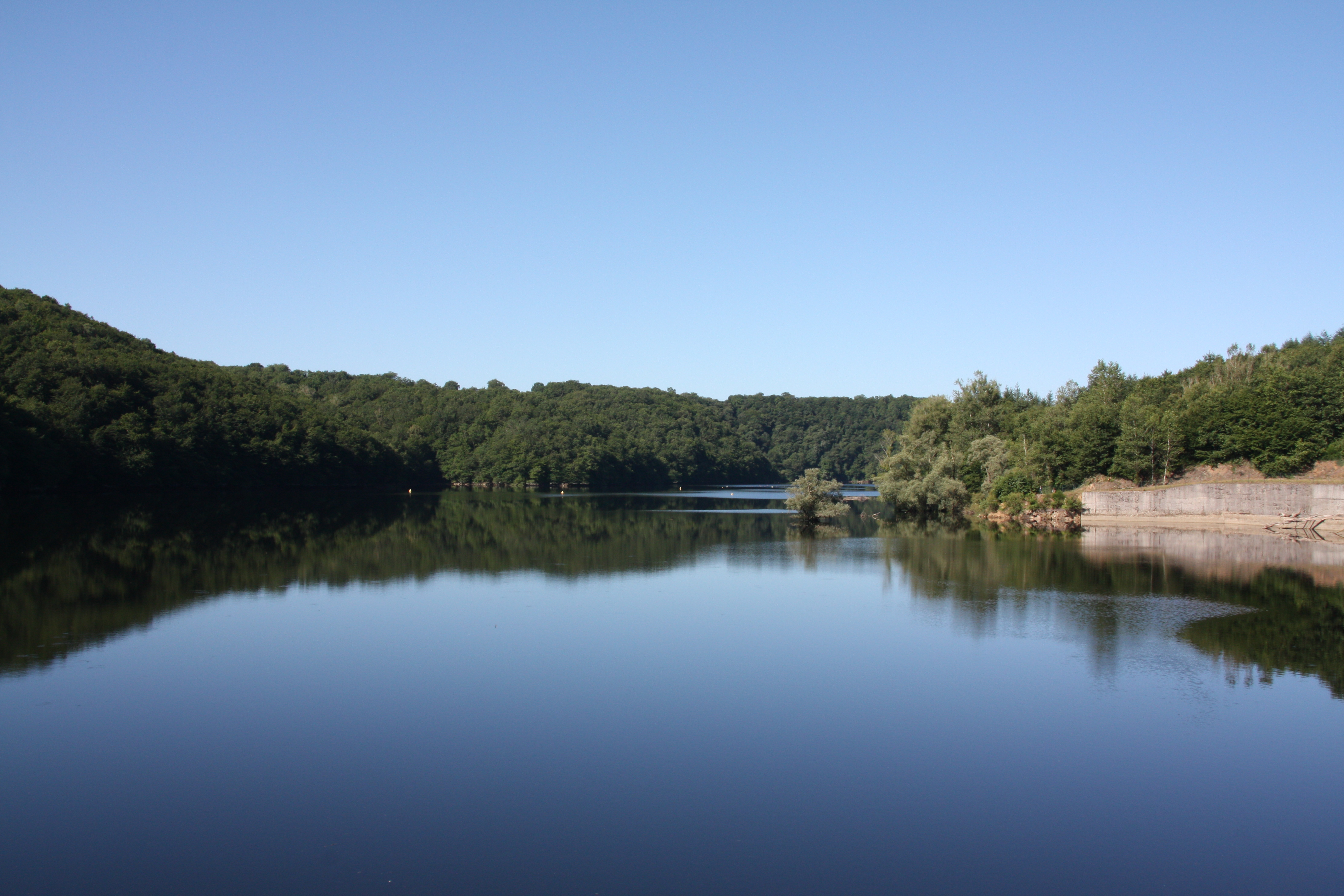
Le lac de Rochebut en 2010.
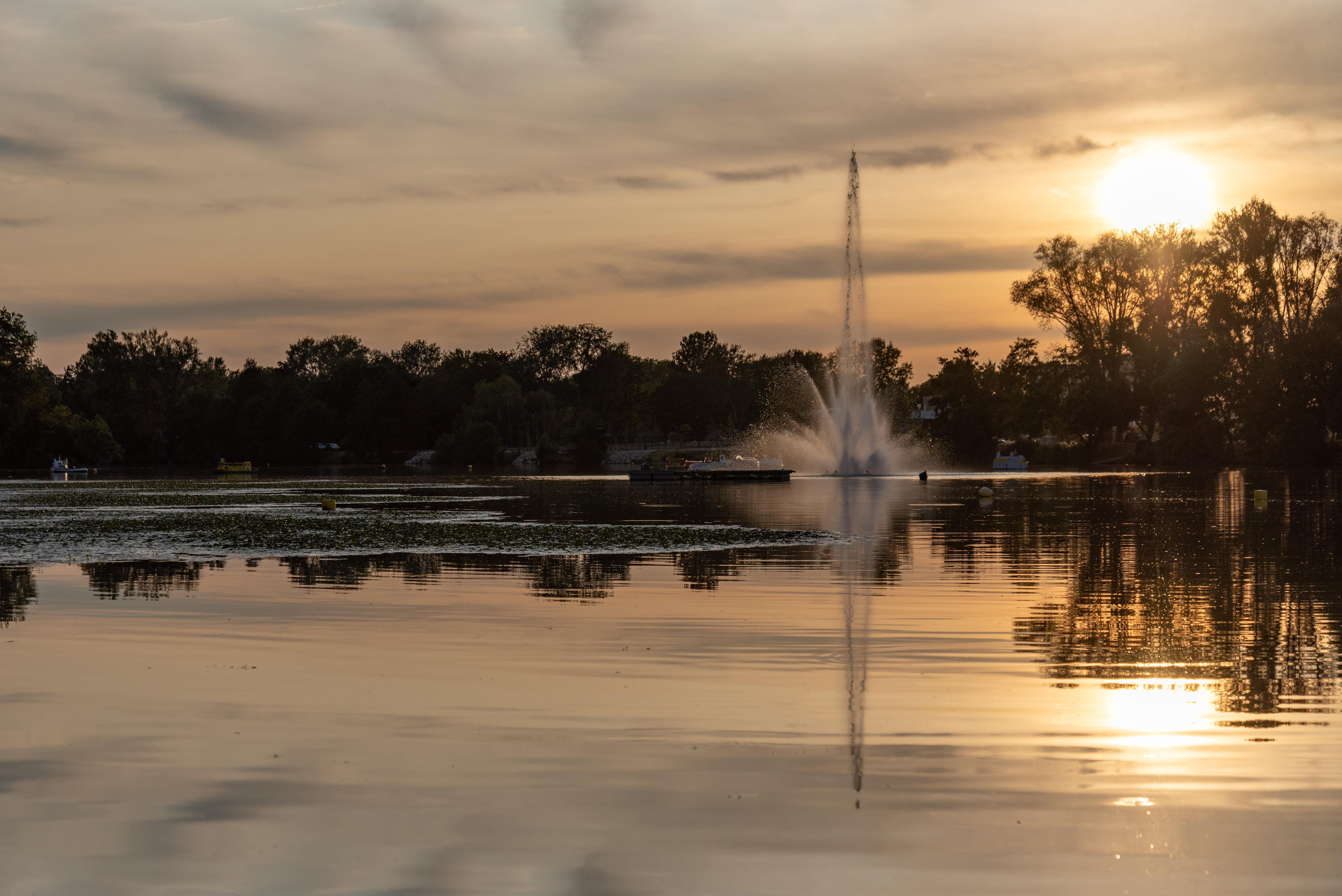
Le lac de Saint-Avertin en 2019.
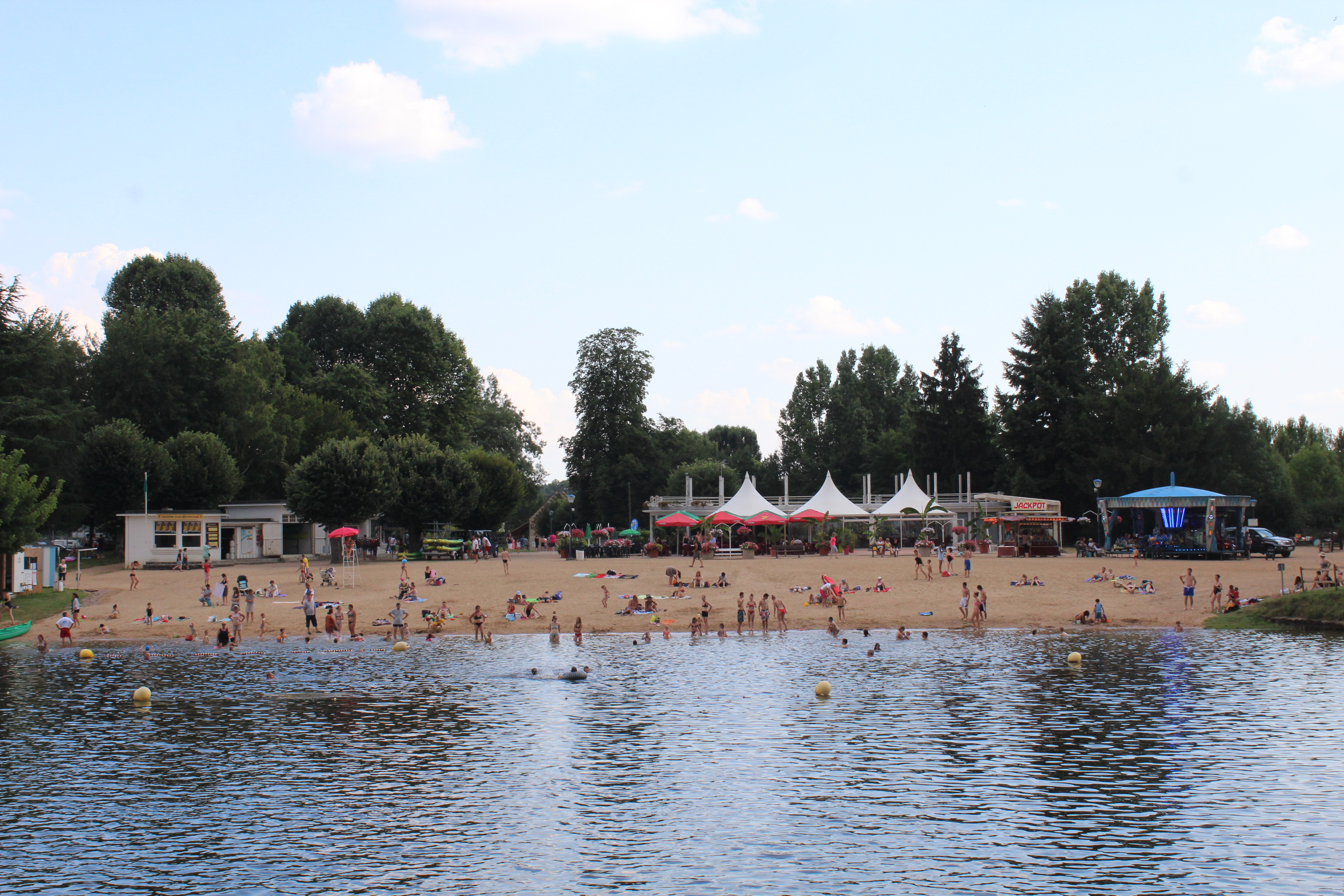
La plage de Montrichard en 2014.
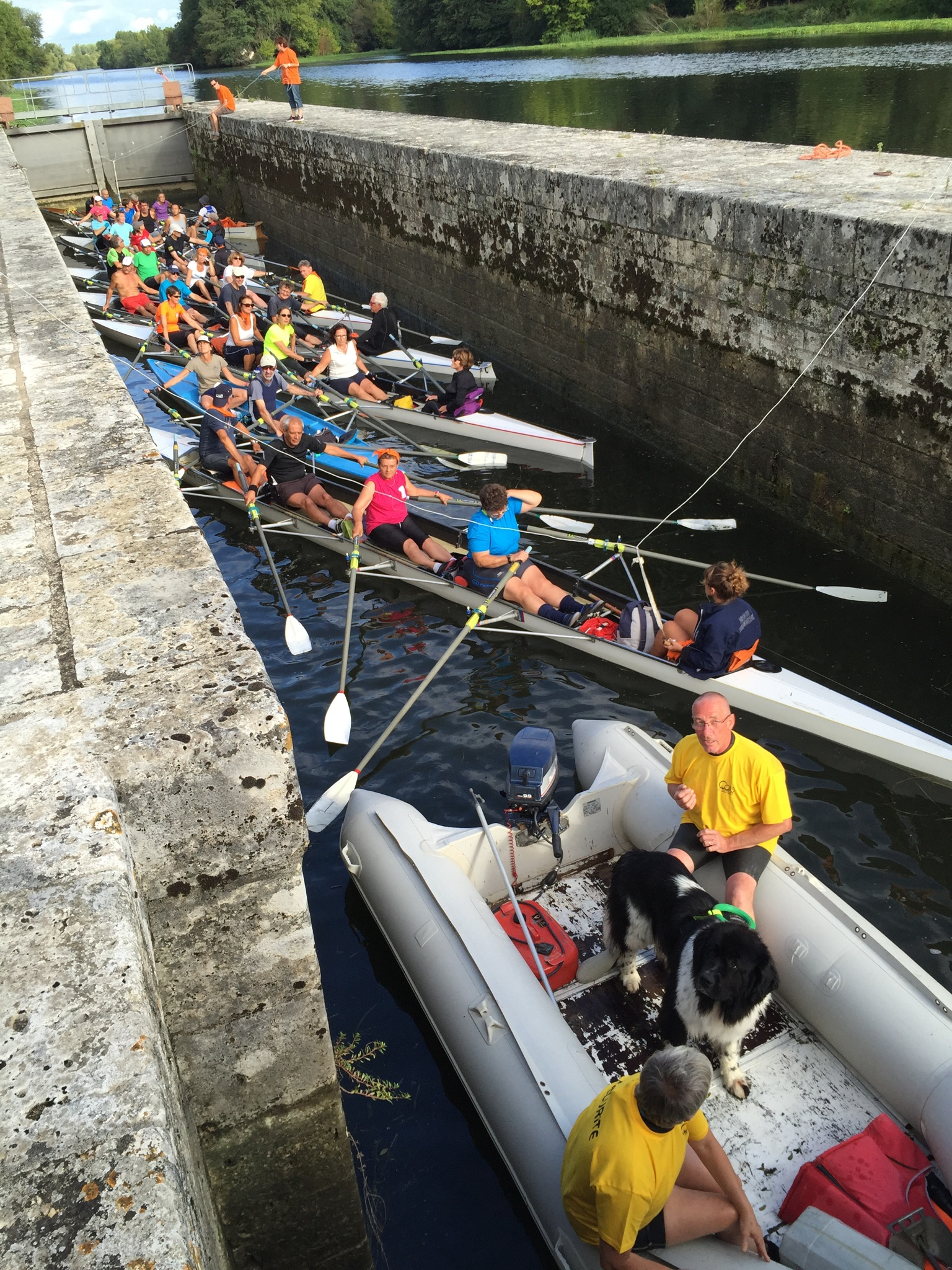
L'aviron à Bourré en 2015.

### Milieu naturel
Le Cher de l'aval du barrage de Prat jusqu'à la confluence avec la Loire et de la source jusqu'à la retenue de Rochebut sont classés dans la liste 1 au titre de l'article L. 214-17 du code de l'environnement sur le Bassin Loire-Bretagne. Du fait de ce classement, aucune autorisation ou concession ne peut être accordée pour la construction de nouveaux ouvrages s'ils constituent un obstacle à la continuité écologique et le renouvellement de la concession ou de l'autorisation des ouvrages existants est subordonné à des prescriptions permettant de maintenir le très bon état écologique des eaux.
Le cours d'eau est de première catégorie dans les départements de l'Allier (sauf en amont du pont de Ceylat (RD 50, communes de Teillet et de Mazirat) et depuis le barrage de la retenue de Rochebut jusqu'au moulin de Lavault-Sainte-Anne), de la Creuse (sauf de la retenue d'eau du barrage de Rochebut, en aval du pont de Ceylat (CD 20) commune d'Evaux) et du Puy-de-Dôme. Il est de deuxième catégorie sur le reste de son parcours.

#### Réserve biologique
Un cours d’eau est considéré comme réserve biologique lorsqu'il comprend une ou plusieurs zones de reproduction ou d’habitat des espèces de phytoplanctons, de macrophytes et de phytobenthos, de faune benthique invertébrée et l’ichtyofaune, et permet leur répartition dans un ou plusieurs cours d’eau du bassin versant. Les réservoirs biologiques, nécessaires au maintien ou à l’atteinte du bon état écologique des cours d’eau, correspondent donc :
- à un tronçon de cours d’eau ou annexe hydraulique qui va jouer le rôle de pépinière, de « fournisseur » d’espèces susceptibles de coloniser une zone naturellement ou artificiellement appauvrie (réensemencement du milieu) ;
- à des aires où les espèces peuvent accéder à l’ensemble des habitats naturels nécessaires à l’accomplissement des principales phases de leur cycle biologique (reproduction, abri-repos, croissance, alimentation).

Dans le cadre des travaux préparatoires à l'élaboration de ce classement au sein du SDAGE Loire-Bretagne 2016-2021, Le Cher et ses affluents depuis la source jusqu'au complexe de Rochebut, sont répertoriés comme réserve biologique, sous l'identifiant RESBIO_292. Les espèces présentes sont : la mulette perlière et la truite fario.